# Eddie DeLange
 (juillet 2020).
La mise en forme du texte ne suit pas les recommandations de Wikipédia : il faut le « wikifier ».
Les points d'amélioration suivants sont les cas les plus fréquents. Le détail des points à revoir est peut-être précisé sur la page de discussion.
- Les titres sont pré-formatés par le logiciel. Ils ne sont ni en capitales, ni en gras.
- Le texte ne doit pas être écrit en capitales (les noms de famille non plus), ni en gras, ni en italique, ni en « petit »…
- Le gras n'est utilisé que pour surligner le titre de l'article dans l'introduction, une seule fois.
- L'italique est rarement utilisé : mots en langue étrangère, titres d'œuvres, noms de bateaux, etc.
- Les citations ne sont pas en italique mais en corps de texte normal. Elles sont entourées par des guillemets français : « et ».
- Les listes à puces sont à éviter, des paragraphes rédigés étant largement préférés. Les tableaux sont à réserver à la présentation de données structurées (résultats, etc.).
- Les appels de note de bas de page (petits chiffres en exposant, introduits par l'outil «  Source ») sont à placer entre la fin de phrase et le point final[comme ça].
- Les liens internes (vers d'autres articles de Wikipédia) sont à choisir avec parcimonie. Créez des liens vers des articles approfondissant le sujet. Les termes génériques sans rapport avec le sujet sont à éviter, ainsi que les répétitions de liens vers un même terme.
- Les liens externes sont à placer uniquement dans une section « Liens externes », à la fin de l'article. Ces liens sont à choisir avec parcimonie suivant les règles définies. Si un lien sert de source à l'article, son insertion dans le texte est à faire par les notes de bas de page.
- La présentation des références doit suivre les conventions bibliographiques. Il est recommandé d'utiliser les modèles {{Ouvrage}}, {{Chapitre}}, {{Article}}, {{Lien web}} et/ou {{Bibliographie}}. Le mode d'édition visuel peut mettre en forme automatiquement les références.
- Insérer une infobox (cadre d'informations à droite) n'est pas obligatoire pour parachever la mise en page.

Pour une aide détaillée, merci de consulter Aide:Wikification.
Si vous pensez que ces points ont été résolus, vous pouvez retirer ce bandeau et améliorer la mise en forme d'un autre article.
Pour les articles homonymes, voir Delange.
Edgar DeLange Moss, dit Eddie DeLange  (15 janvier 1904 - 13 juillet 1949) est un auteur compositeur américain de chansons de jazz, auteur de certains des standards de jazz les plus populaires. Parmi les artistes célèbres qui ont enregistré certaines des chansons de DeLange, citons Glenn Miller, Frank Sinatra, Ella Fitzgerald, Louis Armstrong, Nat King Cole, Duke Ellington et Benny Goodman.

## Biographie

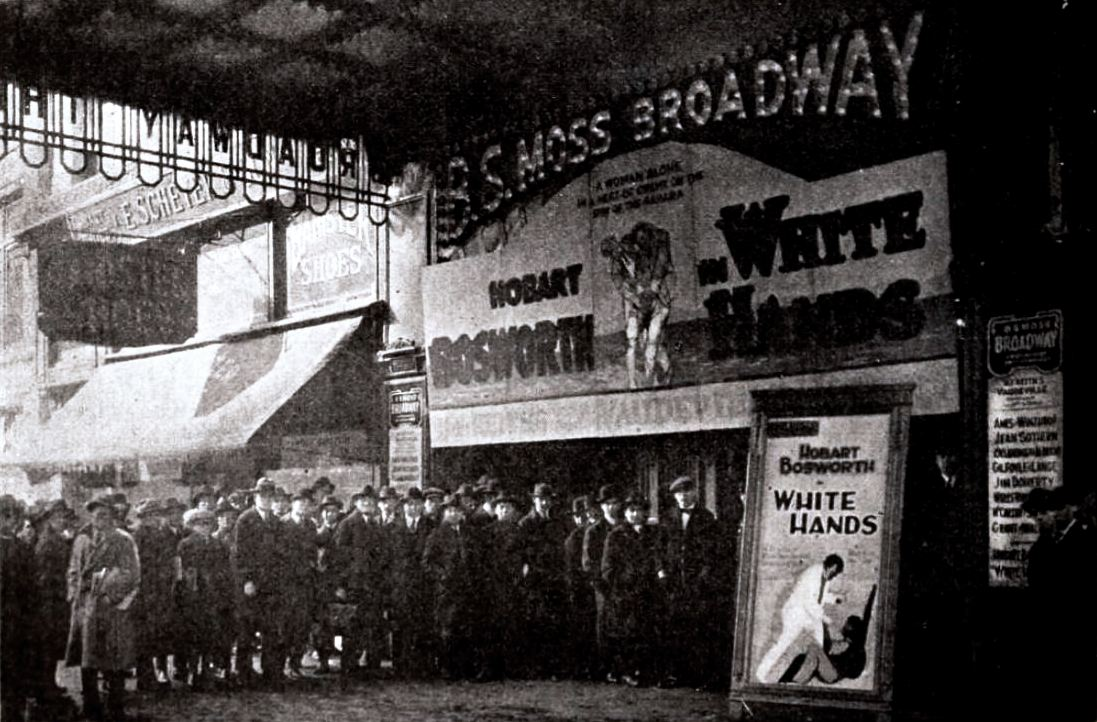
File d’attente pour le spectacle White Hands, à Broadway (1922)

Né à Long Island (New York) en 1904 d'un père dramaturge/lyricien et d'une mère qui a joué dans des comédies musicales de Broadway, le jeune Edgar DeLange Moss, surnommé Eddie était un artiste dans l'âme. Après avoir obtenu son diplôme de l'Université de Pennsylvanie en 1926 et âgé d’environ vingt-deux ans, il se rend à Hollywood où il passera cinq ans dans le cinéma comme acteur et cascadeur dans des films muets et parlants. Pendant cette période, il a joué dans pas moins de vingt-quatre comédies des studios Universal. Il y est lancé comme boxeur dans un tournage. Pendant une année entière, il a sauté des ponts et des trains à toute allure dans le rôle du sosie de Reginald Denny.
L'écriture de paroles a toujours été une passion pour Eddie, il passe alors la plus grande partie son temps libre en Californie à travailler sur des chansons.
En 1932, il décide de se consacrer pleinement à l’écriture de paroles de chansons et retourne à New-York avec plus de cent paroles en main. L'une d'entre elles, What Are Little Girls Made Of, qu’il travaillera avec Harry Frankel et J. Russel Robinson, sera chantée par Ethel Shutta et lui vaut un contrat avec la grande maison d'édition musicale Irving Mills, pour laquelle il écrit des paroles à succès qui deviendront des classiques américains.
Le titre sera ensuite enregistré par son groupe Eddie DeLange And His Orchestra  en 1938, chez His Master's Voice, puis Bluebird (label lancé par RCA Victor en 1932). Il sera encore repris en 1939 par Orrin Tucker and his Orchestra avec les chœurs de Bonnie Baker & The Bodyguards. 

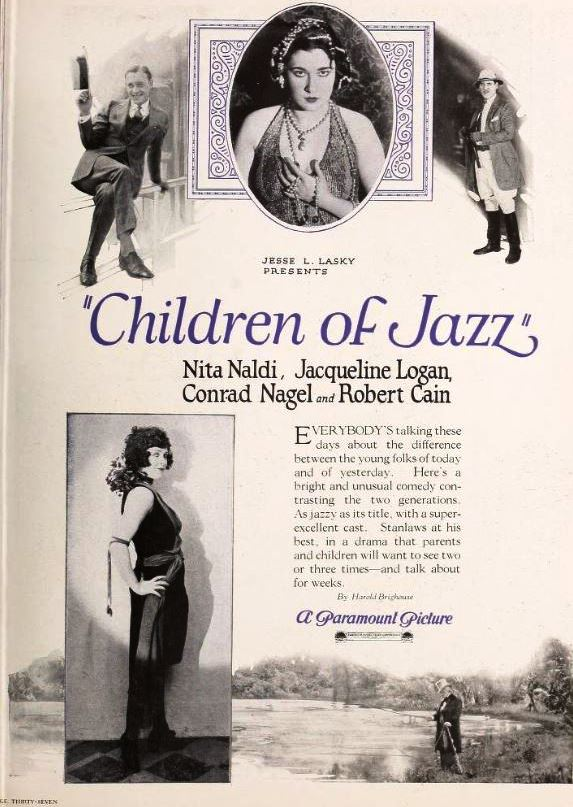
Le cinéma et l’écriture de chansons, 2 passions d’Eddie DeLange réunies ici dans ce film de 1923, avant qu’il ne commence une carrière éphémère de cascadeur pour le doublage de scènes engagées à Hollywood.

Très en verve, et galvanisé par l’accueil qui est réservé, il écrit les paroles de Solitude de Duke Ellington, de Haunting Me avec Josef Myrow, et de I Wish I Were Twins avec Frank Loesser et Joseph Meyer. Ces trois chansons et Moon Glow, grand succès de 1934 avec une musique de Will Hudson. forgent définitivement sa carrière d’auteur parolier : au cours des 14 premiers mois de sa carrière d'auteur, Eddie DeLange connait quatre succès solides et remporte ainsi le prix d'excellence de l'ASCAP quatre fois de suite.
« Moon Glow » sera modifié orthographiquement dans les répertoires et publications en « Moonglow » : le titre connaîtra une seconde vie en 1955, lorsque George Duning le fera réenrgistrer par le The Columbia Studio Orchestra pour l’intégrer comme thème pour le film Picnic.
En  1936, il devient célèbre en tant que leader de l'un des premiers groupes associés à l'ère du swing, le Hudson-DeLange Orchestra avec un crédo la jeunesse : l'âge moyen de l'orchestre Hudson-DeLange y était de vingt-deux ans. L'entreprise commune avec le compositeur/arrangeur Will Hudson est née de leur relation antérieure en tant qu'équipe d'écriture de chansons.
Entre 1935 et 1938, le Hudson-DeLange Orchestra, malgré son programme de tournées très chargé, enregistre plus de cinquante chansons pour Brunswick Records, dont beaucoup sont des compositions originales. Pendant cette période de trois ans au milieu des années 1930, le groupe joue plus de deux cents fois dans des salles de bal en Nouvelle-Angleterre et dans le Midwest. Il se produit aussi dans la salle Terrace de l'ancien hôtel New Yorker, qui est devenu plus tard une vitrine pour l'orchestre Benny Goodman.

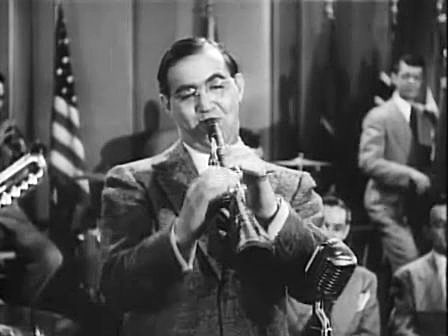
Benny Goodman, l’un des nombreux interprètes des titres d’Edgar DeLange.

La chanteuse Ruth Gaylor, née à Brooklyn, chante et enregistre avec le Hudson-DeLange Orchestra de 1935 à début 1937 avant de rejoindre le groupe de Mitchell Ayres, puis Bunny Berigan vers le milieu de 1938.
Eddie DeLange décide de quitter le groupe en avril 1938 pour former son propre orchestre qu’il dirigera lors de plusieurs tournées.
Ce nouveau groupe présente et met en vedette une nouvelle chanson, At Your Beck And Call, une collaboration avec Buck Ram, le jeune compositeur de musique qui allait devenir célèbre en tant que manager du groupe vocal de rock and roll des années 50, The Platters.
Le nouvel orchestre Eddie DeLange a joué dans plusieurs clubs new-yorkais et a été présenté pendant un certain temps au Dole Pineapple Show de la radio CBS, derrière le comédien Phil Baker et les Andrews Sisters.

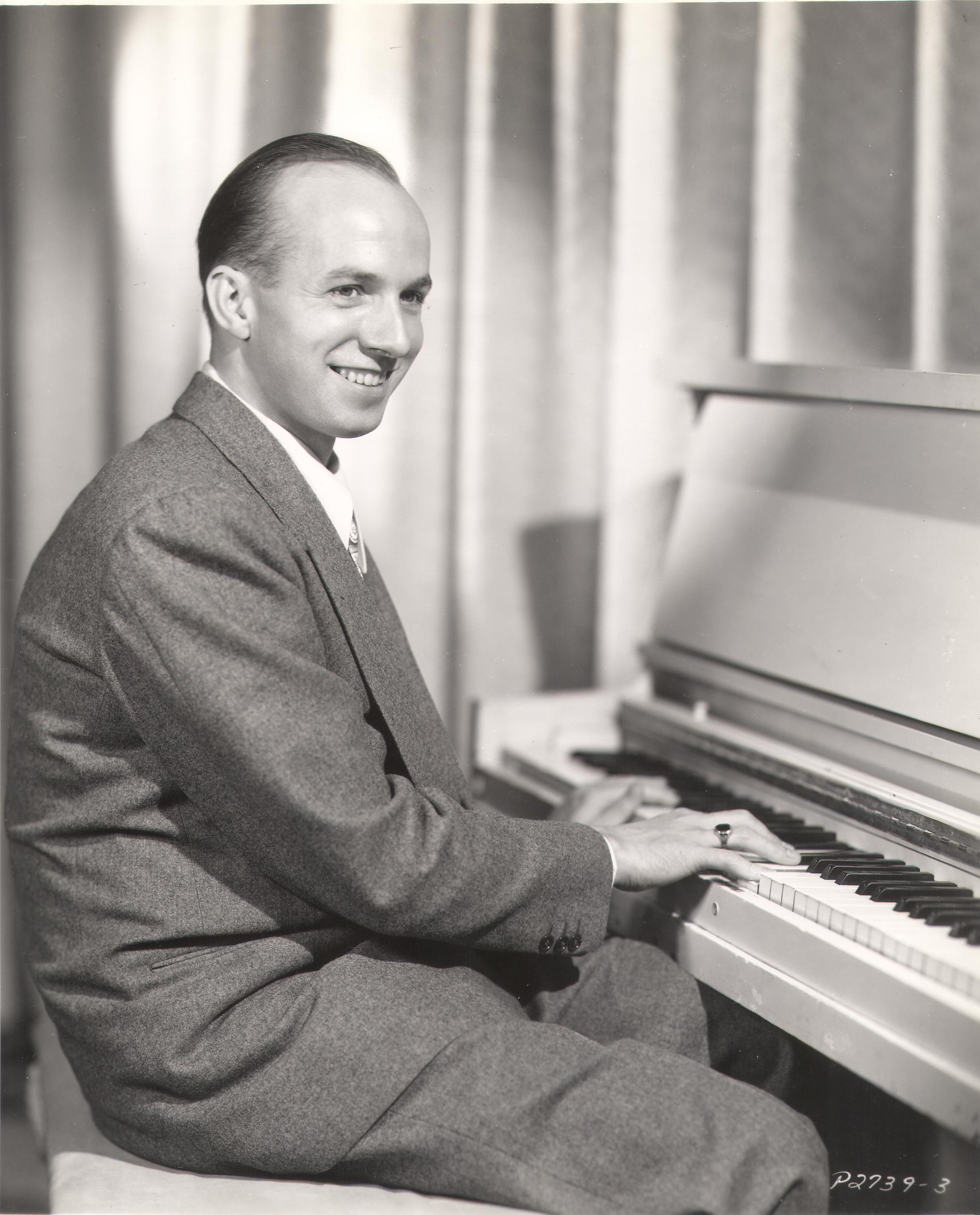
Jimmy Van Heusen prenant la pose devant son piano.

Pendant cette période, Charlie Warren, le chanteur de Tin Pan Alley, organise une rencontre fortuite entre Eddie et le compositeur Jimmy Van Heusen qui aboutit à un partenariat très productif. En relativement peu de temps, l'équipe produit une grande quantité de chansons à succès telles que Deep In A Dream (1939), Heaven Can Wait, Can I Help It, This Is Madness et All This And Heaven Too. Un morceau issu de Swingin' The Dream (leur comédie musicale de Broadway, Darn That Dream a été le premier grand succès de Jimmy Van Heusen. La comédie en elle-même qui n'a pas eu beaucoup de succès.
Durant une série de 41 semaines entre 1937 et 1939, il s’est retrouvé toujours au moins une chanson d'Eddie DeLange en tête du Hit-parade de la radio "Your Hit Parade" chaque semaine sauf une.
Durant plusieurs années et notamment en 1939, Eddie Delange and his Orchestra donnent des concerts avec la vocaliste Elise Cooper. Ils sont engagés pour la première d’une nouvelle revue par les Baker’s comedy de Phil Baker (sponsorisé par Young & Rubicam et Dole) et retransmises par la radio WABC (CBS Networks). Le groupe ne donne pas satisfaction tout comme The Andrews Sister, Harry Mac Laughton et tous se voient renvoyés. Selon The Billboard du 28 janvier 1939 : «Le traitement de "Begin the beginning" des Andrews’(sisters) était très réussi par Jim Dandy, et la voix de Miss Cooper était assez bonne. Delange déçu, apparemment concentré, à produire un bruit de cuivre. Cela ne devrait pas durer, car le leader a trop de choses à faire. »
Son titre Shake Down the Stars de 1940 devient le succès de Glenn Miller et sera repris plus tard par Frank Sinatra.
Au sommet de sa carrière dans les années 1930 et 1940, Eddie DeLange a été reconnu pour son double succès en tant qu'auteur lyrique et chef d'orchestre.
Dans les premières années de la Seconde Guerre mondiale, avec divers compositeurs, il a continué à produire d'importants tubes, parmi lesquels Shake Down The Stars, Just As Though You Were Here, Along The Navajo Trail et Velvet Moon (l'enregistrement de Harry James de 1943 a connu d'énormes ventes).

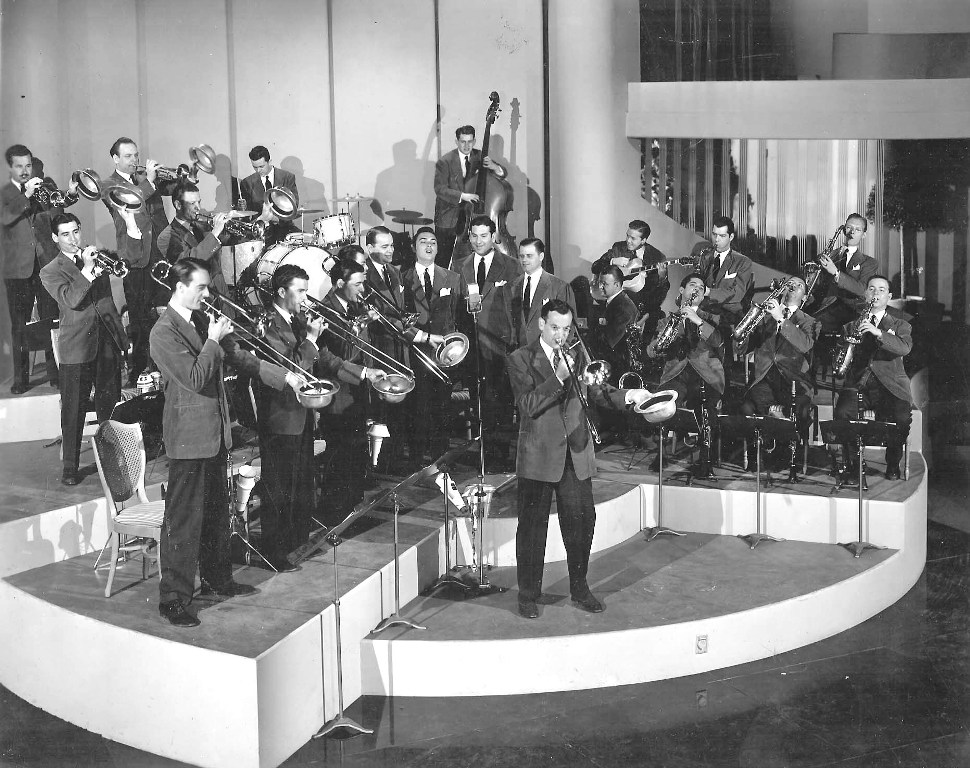
Le Glenn Miller Orchestra, 1940-41 qui va immortaliser le titre String Of Pearls de Jerry Gray et Eddie DeLange.

En 1941, on lui a aussi demandé de mettre des mots sur l'immortel String Of Pearls : De Lange collabore avec Jerry Gray sur une chanson qui deviendra à elle-seule, synonyme de Glenn Miller et du Glen Miller Orchestra.
Par la suite, le cinéma lui fait des appels du pied pour revenir sur des longs métrage en tant que parolier de la bande son. Avec Larry Markes et Dick Charles, De Lange a contribué à l’écriture du titre Along the Navajo Trail au film Don't Fence Me In de 1942.
En 1944, DeLange et sa femme depuis un an, le mannequin new-yorkais Marge Lohden, s'installent à Los Angelès où il entame une nouvelle période de carrière très productive en écrivant des chansons qui se retrouvent dans des films tels que :
- The Bishop's Wife avec Cary Grant, David Niven et Loretta Young ;
- If I'm Lucky avec Perry Como, Harry James, Carmen Miranda et Vivian Blaine ;
- et surtout New Orleans, avec Billie Holiday et Louis Armstrong (film qui se distingue par ses performances de haut niveau et l'absence de stéréotypes raciaux).

En 1945, il écrit les lyriques de la comédie musicale From "Watch out, angel ! de David Alison. Les musiques sont de Josef Myrow. la comédie fait sa première le 3 avril 1945, au Current Theatre de San Francisco, Californie. Le titre Co-op-Hoo-Ray-Shun est interprétée par Barbara Perry, elle est accompagnée par l’ensemble Danny Jackson.
Avec le tromboniste de jazz Jack Jenney (qu’on connait pour avoir joué dans les orchestres de Glenn Miller, Benny Goodman et Artie Shaw, vers 1945, il écrit le titre The Man with the Horn, composition musicale qui sera terminée après la mort de Jenney (le 16 décembre 1945) par sa jeune épouse Bonnie Lake, future grande auteure compositrice et âgée alors de 29 ans afin de rendre hommage à son défunt mari. Le titre sera enregistré finalement la première fois en 1946 par Boyd Raeburn and His Orchestra, puis par Harry James And His Orchestra une sortie en janvier 1947. Il sera suivi de nombreuses reprises notamment par Anita O’Day, Nina Simone, jusque dernièrement en 2005 par Cheryl Bentyne,.
Deux ans avant sa mort, il écrit avec Louis Alter pour ce film son titre favori Do You Know What It Mean to Miss New Orleans. Fin novembre 1948, l’état de santé d’Eddie DeLange se dégrade brusquement.
Après sept mois de maladie, Eddie DeLange meurt le mercredi 13 juillet, 1949 à l'âge de 45 ans d’une attaque cardiaque à Los Angelès, Californie. Il repose au Glendale's Forest Lawn Mémorial Park sous une tombe anonyme non gravée.
Il a été intronisé à titre posthume au Songwriters Hall of Fame de la National Academy of Popular Music en 1989.

## Vie de famille

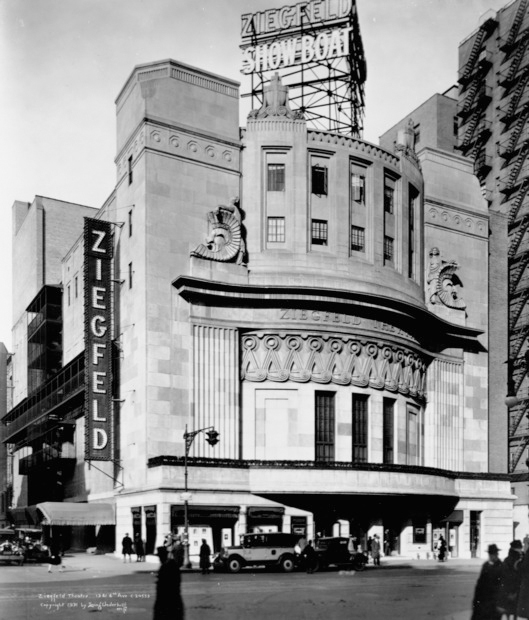
Ziegfeld Theatre, 1927-29

Le père d’Eddie Delange, Louis DeLange, était un dramaturge ayant écrit The Gay Mr Lightfoot, The globe trotter et Pousse Café, qui fut le premier spectacle Weber and Fields à New-York.
Sa mère, Selma Mantell, était une Ziegfeld beauty que l’on peut traduire par l’expression une icône des rôles secondaires de comédies musicales et une danseuse de revue dansante et chantante. Elle fera une partie de sa carrière aux Ziegfeld Follies, série de productions théâtrales de Broadway à New York de 1907 à 1931 conçues et créées par Florenz Ziegfeld. Ce dernier se fera construire un théâtre en 1927 : le Ziegfeld Theatre qui sera démoli en 1966 malgré des protestations importantes.
En 1912, alors qu’il est âgé de 8 ans environ, sa mère Selma Mantell joue dans la comédie musicale "Over The River", une comédie musicale originale produite par Broadway avec pour star Eddie Foy (Livre de George V. Hobart et de H.A. Du Souchet basé sur une pièce de H.A. Du Souchet, musique et paroles de John Golden.
Un film retrace cette grande épopée artistique intitulée "Ziegfeld Follies" de Vincente Minnelli, George Sidney, Lemuel Ayers, avec William Powell, Fred Astaire, Lucille Ball, Lucille Bremer a été tournée en 1945.
On notera que finalement Eddie DeLange a tenté au cours de sa carrière d’associer les deux passions de travail de ses parents.
DeLange, en 1943, se marie avec Marge Lohden (née Margaret Mary Lohden; 1918–1990). Ils déménagent à Los Angeles en 1944. Ils auront deux enfants : Stephanie Barr DeLange (née en 1944) et Warren Edgar DeLange (né en 1945). Eddie DeLange réside à Los Angeles durant le reste sa fin, à écrire des musiques de films.

## Au sujet de la chanson "Remember When" et du succès de la collaboration Eddie DeLange et Will Hudson

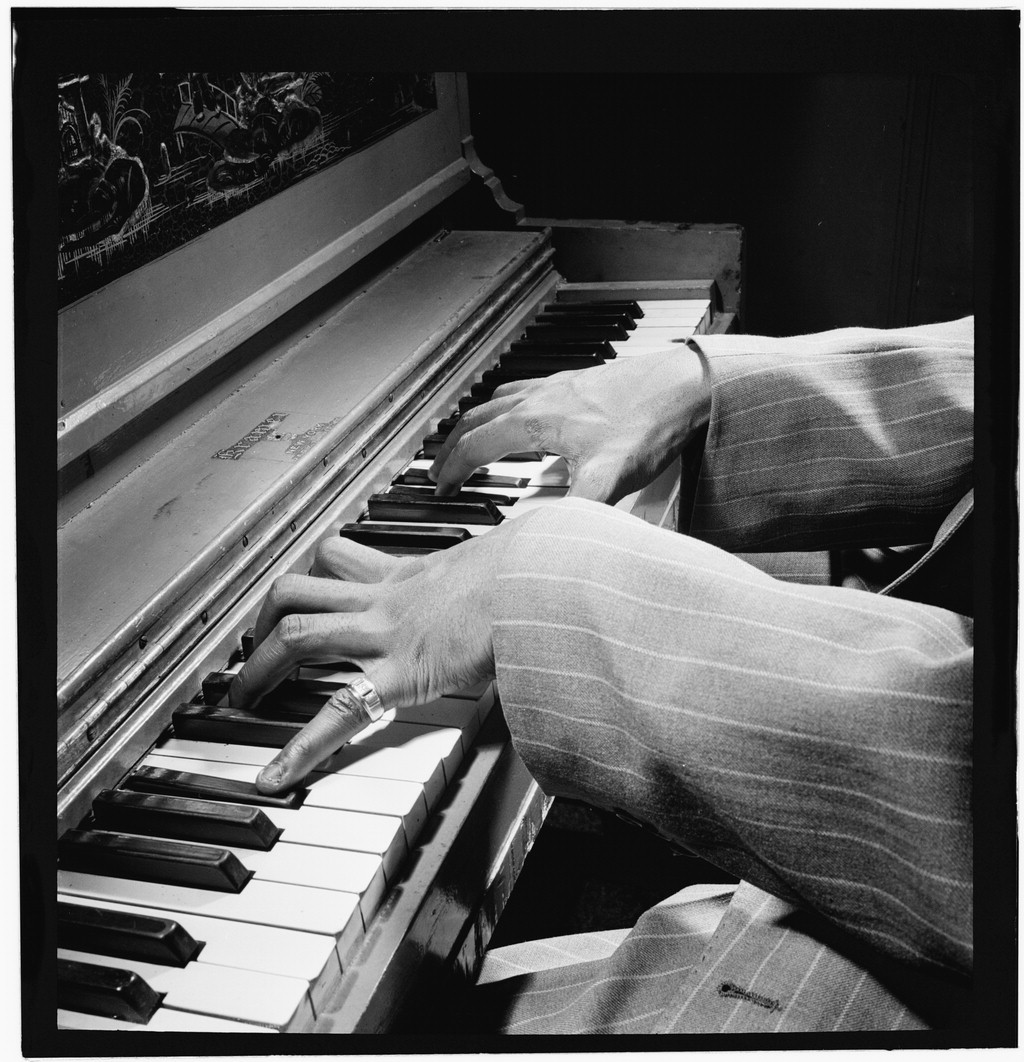
Les mains de Nat King Cole jouant du piano, New York, N.Y., ca. June 1947 (photo : William P. Gottlieb). Parmi les titres joués par Nat King Cole : le classique Lost April (1948) est l’un des derniers titres écrit par Eddie DeLange sur une musique d’Emil Newman & Herbert Spencer.

En 1934, Jimmie Lunceford & His Orchestra enregistrent un 78 tours avec en A. – Swingin' Uptown (Lunceford, Parish, Oliver) / et en B. Remember When (De Lange, Hudson) paru chez His Master's Voice (E.A.1375).
Dans un article, September 1975, Neil McCaffrey Jr. nous explique quelques singularités de la musique qui accompagnait les paroles d’Eddie DeLange :
Une marque de fabrique de Lunceford était son traitement attentif des pops. D'autres groupes jouaient de la pop de façon perfectible. Jamais Lunceford. Deux morceaux obscurs sont ici de petits miracles de chant et de performance. Puisse cet album sauver de l'obscurité imméritée "Leaving Me" (de Fats Waller et Andy Razaf) et "Remember When" (de Will Hudson et Eddie DeLange). L'arrangement typique de l'orchestre de danse de 1934 est aujourd'hui très pittoresque. Ils ne datent pas d'hier et, à leur époque, ils ont ouvert de nouvelles possibilités pour la musique de danse. Le tromboniste Henry Wells rend les paroles avec chaleur, sobriété et un phrasé musical. (Mon seul bémol, soit dit en passant, est que Driggs a réédité la première prise de "Remember When". Elle comporte deux clinkers, qu'il aurait pu éviter simplement en rééditant la prise 2). Breakfast Ball montre comment le groupe a pu déchirer un air rythmé, celui-ci étant l'œuvre de Harold Arlen et Ted Koehler de la parade du Cotton Club de 1934.. Le saxophoniste alto Willie Smith, le soliste le plus célèbre du groupe, brille ici au chant et à l'alto. Et n'oubliez pas Eddie Tompkins. Ici et dans les années 1930, il joue de la trompette de jazz avec l'orchestre. Je ne vois aucune raison valable pour laquelle il n'a jamais eu ce qu'il méritait.
La première chose qui vous frappe à propos de l'orchestre, c'est son brillant travail de section. Les cuivres pouvaient rugir et s'envoler, mais ils restaient légers et flottants (au moins jusque dans les années 1940). Aucun de vos murs sonores kentonesques. Les anches, dirigées par Smith et ancrées par le saxophoniste baryton Earl Carruthers, avaient une voix large et étaient conçues pour sonner à la fois léger et puissant, et toujours en mouvement. Un consensus d'opinion éclairée qualifierait probablement cette section de saxophone la plus grande de toutes.
Croyez-vous que j'ai oublié les porte-drapeaux de Lunceford, "White Heat" et "Jazznocracy" ? Ils sont tous les deux là. Un groupe blanc, Glen Gray et l'orchestre de Casa Loma, ont été les pionniers du breakneck tempos. Il restait à Lunceford à marier vitesse et puissance. Ces morceaux ne vous feront peut-être pas chavirer à l'ère post-Kenton, post-Herman Herd ; en 1934, ils étaient géniaux. Le groupe n'était pas à son meilleur niveau musical, mais il est devenu deux de ses efforts de jazz les plus populaires. Ironiquement, pour les critiques de Crow Jim qui attribuent aux jazzmen blancs le rôle d'imitateurs, ces deux pièces sont l'œuvre du compositeur et arrangeur Will Hudson. (La réalité a tendance à décevoir les idéologues).

## Parolier

Duke Ellington (at WOR broadcast Apr 1943) qui se fera le brillant interprète du titre "(In My) Solitude" écrit en 1934 par Eddie Delange et Irving Mills.

Toutes les chansons qu’il a écrites ont été enregistrées en droit à l’ASCAP avec son vrai prénom à Delange Edgar.
Ci-dessous se trouve une liste des chansons les plus emblématiques pour lesquelles DeLange a écrit des paroles :
- Darn That Dream totalise plus de 366 reprises[16] avec les versions instrumentales à ce jour.
- Moonglow totalise plus de 286 reprises[17] à ce jour .
- Along the Navajo Trail (en)
- All This and Heaven Too
- At Your Beck And Call
- Can I Help It
- Deep in a Dream
- Do You Know What It Means to Miss New Orleans?
- Flying Home
- Haunting Me
- Heaven Can Wait
- I Wish I Were Twins
- Just As Though You Were Here
- Lost april
- Shake Down The Stars
- So Help Me
- (In My) Solitude (en)de Duke Ellington
- A String of Pearls
- Velvet Moon enregistré par notamment Harry James.

En 1946, Watch Out, Angel sur une musique de Josef Myrow est publié pour la bande son du show Watch Out, Angel : c’est le seul titre dont Edgar DeLange coécrira le texte avec un autre auteur Jerry Seelen.
|  |  |  |  |  |

### Toutes ses chansons enregistrées, avec notamment les plus célèbres et leur reprises
| Année de ©copyright | Titre de la chanson | Auteurs                                                                                         | Premier Interprète                                                                                          | Reprises (ou annotations) |
| ------------------- | --- | ----------------------------------------------------------------------------------------------- | --- | --- |
| 1932                | • What Would You Say? | Edgar DeLange,                                                                                  | ? | © 6 Jan 1932 |
| 1932                | • Forget Your Blues Soundtrack for Short film : "Cigars, Cigarettes" de Alf Goulding | Edgar DeLange,                                                                                  | ? | - |
| 1933                | • Hold’em Alternate title : Hold’em ISWC: T0720549176 ISWC: T9321081338 | Edgar DeLange, Dave Ringle                                                                      | ? | - |
| 1933                | • What Are Little Girls Made Of? | Edgar DeLange, J. Russel Robinson, Harry Frankel                                                | Ethel Shutta                                                                                                | Partition © Mills Music (1933) • Eddie Delange • Orrin Tucker |
| 1933                | • Don't Tell Me Let Me Guess ISWC: T9144671625 | Edgar DeLange, Roy Webb                                                                         | | (Titre alternatif : "Don't Tell Me (Let Me Guess)" |
| 1934                | • By The Great Horn Spoon (with Ukulele arrangements) ISWC: T0710573413 | Edgar DeLange, Will Hudson, Irwin Mills                                                         | ? | Johnny Guarneri (1957) |
| 1934                | • Blankety Blank, I'm a son of a Gun (if I’m not In Love) ISWC: T9150521203 ISWC: T9147852162 | Edgar DeLange, Joseph Meyer                                                                     | - | © May, 12 1934. |
| 1934                | • Don't Kiss Me Again ISWC: T0710597786 | Edgar DeLange, Will Hudson                                                                      | ? | Johnny Guarnieri (1957), |
| 1934                | • How Was I To Know? (with Ukulele arrangements) | Edgar DeLange, Will Hudson                                                                      | Hudson-Delange Orchestra (1937)                                                                             | ? |
| 1934                | • Haunting Me ISWC: T0710626984 From the musical comedy "Hearts of Parade" Production and Dance staged by Val Vestoff.                                                                                                 | Edgar DeLange, Josef Myrow                                                                      | Chick Bullock & His Levee Loungers                                                                          | 78 RPM Perfect – 16057 • Eddy Duchin • Hal Kemp |
| 1934                | • I Got An Aunt In Bridgeport (but I got Nobody in Love) ISWC: T0709029366 | Edgar DeLange, J. Russel Robinson                                                               | ? | (© F.B. Haviland Publishing Company) |
| 1934                | • I’s Midnight my Love | Edgar DeLange, Arthur Jones, Mickey Alpert.                                                     | - | - |
| 1934                | • I Wish I Were Twins ISWC N° T-071.397.822-3 | Edgar DeLange, Frank Loesser, Joseph Meyer                                                      | Henry Allen and His Orchestra (May 1, 1934)                                                                 | Plus de 24 reprises dont Art Rohman And His Orchestra (1934) • Fats Waller and His Rhythm (1934) • Ted Wilson and His Orchestra - Vocal Chorus by Audry Blane (1934) • Adrian's Ramblers (1934) • Coleman Hawkins (1935) • Valaida (Queen of the Trumpet) with Billy Mason and His Orchestra (1935) • Ingelise Rune's Swingkvintet (1943) • Zoot Sims (1982) • Marty Grosz with Destiny's Tots (1986) • Jimmy Mazzy & Friends (1990) • Banu Gibson and The New Orleans Hot Jazz (1990) • O Sister! (2016) et d’autres encore… |
| 1934                | • Remember When | Edgar DeLange, Will Hudson                                                                      | Hudson-DeLange Orchestra (23 Nov. 1936)                                                                     | 78 RPM Brunswick – 7785 |
| 1934                | • Taboo | Edgar DeLange, Will Hudson                                                                      | Art Tatum ?                                                                                                 | Sam Donahue And His Orchestra (1957) |
| 1934                | • When The Dance Is Over (Let me Linger in Your Arms) | Edgar DeLange, William Livingston                                                               | - | - |
| 1934                | • With All My Heart And Soul | Edgar DeLange, Will Hudson, Irwin Mills                                                         | Red Norvo & His Swing Septet                                                                                | 78 RPM Parlophone – R 2110 • Johnny Guarneri (1957) (Partition (en) © J.R. LAFLEUR AND SON LTD) |
| 1935                | • Coton ISWC: T9321081236 | Edgar DeLange, Will Hudson                                                                      | Duke Ellington And His Orchestra with Ivy Anderson (vocals)?                                                | 78 RPM Brunswick - 7526. (From "Coton Club Parade") ?. |
| 1935                | • I'm Lost For Words | Edgar DeLange, Joe Burke, Archie Fletcher                                                       | Jack Shilkret and His Orchestra (15 March 1935)                                                             | Partition publiée par Joe Morris Music Co |
| 1935                | • No Lovers Allowed | Edgar DeLange, Arthur Jones, Terry Shand                                                        | Freddy Martin & His Orchestra                                                                               | The New Orleans Rhythm Kings • Adrian Rollini |
| 1935                | • Since We Fell Out Of Love | Edgar DeLange, Terry Shand, Helen Bernard                                                       | Louis Armstrong & The Mills Brothers                                                                        | The New Orleans Rhythm Kings • Mills Brothers 78 RPM Decca (1495 B) |
| 1935                | • With All My Heart And Soul | Edgar DeLange, Will Hudson, Irving Mills                                                        | Red Norvo                                                                                                   | - |
| 1936                | • My Heart Is In A Violin | Edgar DeLange, Will Hudson, Alex Hyde                                                           | - | (voir (fr) Partition Édition Salabert (Paris), 1937 à la BNF ). |
| 1936                | • Seems I've Done Something Wrong Again | Edgar DeLange, Royal Marsh                                                                      | Hudson-DeLange Orchestra                                                                                    | 78 RPM Brunswick Records – 7700 |
| 1937                | • Back In Your Arms ISWC: T0710571611 | Edgar DeLange, Will Hudson                                                                      | ? | - |
| 1938                | • At Your Beck and Call ISWC: T0700022054 | Edgar DeLange, Buck Ram                                                                         | Hudson-DeLange Orchestra                                                                                    | Mildred Bailey (1938) • Jimmy Dorsey and his Orchestra • Dick Paige (1951) • Ace Harris (1951) • The Platters (1956) • Charles Brown |
| 1938                | • Can I Help It ISWC: T0700238056 | Edgar DeLange, Jimmy Van Heusen                                                                 | Glenn Miller and his Orchestra (1939)                                                                       | - |
| 1938                | • A Cigarette and a Silhouette ISWC: T0700250210 | Edgar DeLange, Jimmy Van Heusen & Red Norvo                                                     | Red Norvo Orchestra & Mildred Bailey (vocals)                                                               | |
| 1938                | • Chained ISWC: T0719279374 | Edgar DeLange, Larry Stock                                                                      | - | (Partition © Robbins Music Corp. New-York) |
| 1938                | • Deep In A Dream ISWC N° T-070.038.694-2 C’est la 31ème chanson la plus reprise de 1938. | Edgar DeLange, Jimmy Van Heusen                                                                 | Bob Crosby and His Orchestra (October 21, 1938)                                                             | Plus de 81 reprises dont Kay Kyser and His Orchestra (1938) • Cab Calloway and His Orchestra (1938) • Artie Shaw and His Orchestra - Vocal refrain by Helen Forrest(1938) • Elsie Carlisle (1939) • Connie Boswell with Woody Herman and His Orchestra(1939) • Frank Sinatra (1955) • Al Caiola (1955), Patti Page (1956) • Joan Regan (1956) • Eddie Cano and His Sextet (1958) • Marlene (1956) • Mark Murphy with Ralph Burns’s Orchestra (1956) • Monica Zetterlund (1958) • Jeri Southern (1958) • Sammy Davis Jr. with Mundell Lowe (1958) • Ed Townsend (1959) • Chet Baker (1960), Della Reese (1960) • Milt Jackson with Quincy Jones Orchestra (1960) • Ann Williams (1962) • Helen Merrill together with Dick Katz (1967) • Michael Allen (1968) • Eddie Harris (1968) • Dave Brubeck (1976) • Joe Coughlin (1984) • Buster Poindexter (1989) • Mel Tormé (1990) • Catherine Russell (2006) • Nina Hagen & The Capital Dance Orchestra (2006) • Robin Mckellen (2006) • Magnus Carlson & The Moon Ray Quintet (2009) • Michael Law's Piccadilly Dance Orchestra (2011)… |
| 1938                | • Do Ye Ken John Peel? ISWC: T0722677486 (d’après "D'ye ken John Peel?" écrite en 1824 par John Woodcock Graves) | Adaptation de Eddie Delange, Austin Croom Johnson                                               | Horace Heidt and his Orchestra                                                                              | - |
| 1938                | • Good For Nothin' But Love ISWC N° T-070.064.836-7 | Edgar DeLange, Jimmy Van Heusen                                                                 | Benny Goodman and His Orchestra - Vocal Refrain by Martha Tilton (December 23, 1938 / February 15, 1939)    | "Fats" Waller and His Rhythm (1939) • Jimmy Dorsey and His Orchestra with Bob Eberly ’s chorus (1939) • Chris Connor (1958) Titre alternatif : "Good For Nothin’" |
| 1938                | • So Help Me (If I Don't Love You) | Edgar DeLange, Jimmy Van Heusen                                                                 | Red Norvo Orchestra & Mildred Bailey (vocals)                                                               | Kay Kyser & His Orchestra • Freddy Martin & His Orchestra • Russ Morgan • Johnny Smith • Kay Starr • Dick Le titre "So Help Me (If I Don't Love You)" a été utilisé comme soundtrack pour le film "Todd Angels with Dirty Faces" ((fr) Les Anges aux figures sales) de Michael Curtiz. |
| 1938                | • This Is Madness (To Love Like This) | Edgar DeLange, Jimmy Van Heusen                                                                 | Red Norvo Orchestra & Mildred Bailey (vocals)                                                               | Sammy Kaye & His Orchestra • Russ Morgan • Dick Todd |
| 1939                | • All I Remember Is You ISWC: T0700007039 | Edgar DeLange, Jimmy Van Heusen                                                                 | Kay Kyser and his orchestra Jimmy Dorsey And His Orchestra                                                  | Dick Jurgens And His Orchestra (1939) • Artie Shaw and his Orchestra (1943) • Tony Martin with Victor Young and his Orchestra, |
| 1939                | • All This And Heaven Too ISWC: T0700008258 | Edgar DeLange, Jimmy Van Heusen                                                                 | Russ Morgan And His Orchestra                                                                               | Frank Sinatra & Tommy Dorsey and his Orchestra (1940) • Jimmy Dorsey And His Orchestra (1940) • Gene Krupa and his Orchestra (1940) • Duke Ellington & His Orchestra (1940) • Del Courtney And His Orchestra (1940, 1942) • Bob Eberly (1940) • Jack Leonard and the ray Bloch Orchestra (1940) • Dick Todd, Baritone With Orchestra (1940) • Mel Tormé (1955) • Red Norvo (1956) • Chris Connor (1958) • Chuck Redd (2002, instrumental). |
| 1939                | • Darn That Dream ISWC N° T-070.038.420-8 ISWC: ? Soundtrack show for "Swingin' The Dream" d’Erik Charell et Philip Loeb. C’est la 7ème chanson la plus reprise de 1939.                                               | Edgar DeLange, Jimmy Van Heusen                                                                 | Tommy Dorsey and His Orchestra - Vocal Refrain by Anita Boyer,                                              | Plus de 364 reprises (avec les versions instrumentales) dont Maxine Sullivan • Louis Armstrong • Bill Bailey • The Dandridge Sisters • The Rhythmettes and The Deep River Boys (1939) • Benny Goodman and His Orchestra (Vocal Chorus by Mildred Bailey) (1940) • Dinah Shore with Orchestra (1940) • Doris Day with Axel Stordahl’s Orchestra (1950) • Miles Davis and His Orchestra (1950) • Pinky Winters (1954) • Lucy Ann Polk with The Dave Pell Octet (1954) • Dinah Washington (1954) • Maria Cole (1954) • Tony Bennett (1955) • Patti Page (1955) • Johnny Desmond with Dick Marx Quartet (1957) • Billie Holiday (1957) • Jackie and Roy (1957) • Teresa Brewer with Orchestra directed by Dick Jacobs (1958) • Tony Perkins (1958) • Johnny Nash (1958) • Petula Clark (1959) • Sarah Vaughan (1959) • Joe Williams (1961) • The Arbors with The Mundell Lowe Quintet (1962) • Lena Horne (1962) • Ella Fitzgerald and Nelson Riddle (1962) • Maxine Sullivan/Bob Wilber (1969) • Greetje Kauffeld (1976) • Nancy Stuart (1977) • George Shearing - Mel Tormé (Medley 1986) • Nancy Wilson (1989) • Gerry Mulligan (1992) • Poncho Sanchez feat. Dianne Reeves (1998) et encore plus de 48 autres reprises jusqu’à 2019. |
| 1939                | • Doing The Saboo ISWC: ? Soundtrack show for "Swingin' The Dream" d’Erik Charell et Philip Loeb. | Edgar DeLange, Jimmy Van Heusen                                                                 | | Première date de representation Wednesday 29th November 1939 à New-York. |
| 1939                | • Flower of Dawn ISWC: T0700549161 | Edgar DeLange, Russ Morgan & Carl LaMagna                                                       | Russ Morgan And His Orchestra                                                                               | Horace Heidt and his Musical Knight (1939) |
| 1939                | • Heaven Can Wait ISWC N° T-070.073.042-2 | Edgar DeLange, Jimmy Van Heusen                                                                 | Eddie DeLange Orchestra, Tommy Dorsey and His Orchestra (January 19, 1939)                                  | Glen Gray and The Casa Loma Orchestra (1939) • Van Alexander and His Orchestra (1939) • Chick Bullock & His Levee Loungers (1939) • Mitchell Ayres And His Fashions In Music (1939) • Savoy Hotel Orphans with Carroll Gibbons (Chorus) (1939) • Kay Kyser and his Orchestra with Harry Babbitt (Chorus)(1939) • Four Aces featuring Al Alberts (1952) • Jackie Paris (1956) • Dean Martin with Orchestra conducted by Nelson Riddle (1960) • Barbara Lea (2004) • Ray Anthony • Jack Leonard • Reg Owen And His Orchestra • Glenn Miller Orchestra • Roy Smeck's Novelty Orchestra • Guy Lombardo And His Orchestra • Nelson Riddle And His Orchestra Le titre "Heaven Can Wait" a été utilisé comme soundtrack pour le film Casablanca)(fr) de Michael Curtiz. |
| 1939                | • It's Anybody's Moon ISWC: ? Soundtrack show for "Swingin' The Dream" d’Erik Charell et Philip Loeb. | Edgar DeLange, Jimmy Dorsey                                                                     | Jimmy Dorsey & His Orchestra                                                                                | - |
| 1939                | • Jumpin' At The Woodside ISWC: ? | Edgar DeLange, Jimmy Van Heusen                                                                 | Jimmy Dorsey & His Orchestra                                                                                | - |
| 1939                | • Love's A Riddle ISWC: ? Soundtrack show for "Swingin' The Dream" d’Erik Charell et Philip Loeb. | Edgar DeLange, Jimmy Van Heusen                                                                 | - | - |
| 1939                | • Moonland ISWC: ? Soundtrack show for "Swingin' The Dream" d’Erik Charell et Philip Loeb. | Edgar DeLange, Jimmy Van Heusen                                                                 | - | - |
| 1939                | • Peace, Brother! ISWC: ? Soundtrack show for "Swingin' The Dream" d’Erik Charell et Philip Loeb. | Edgar DeLange, Jimmy Van Heusen                                                                 | - | - |
| 1939                | • Pick A Rib ISWC: ? Soundtrack show for "Swingin' The Dream" d’Erik Charell et Philip Loeb. | Edgar DeLange, Jimmy Van Heusen                                                                 | - | - |
| 1939                | • Spring Song ISWC: ? Soundtrack show for "Swingin' The Dream" d’Erik Charell et Philip Loeb. | Edgar DeLange, Jimmy Van Heusen, Benny Goodman                                                  | - | (© 20 December 1939. Adapted from Mendelssohons "Spring Song") |
| 1939                | • Swingin' A Dream ISWC: ? Soundtrack show for "Swingin' The Dream" d’Erik Charell et Philip Loeb. | Edgar DeLange, Jimmy Van Heusen                                                                 | - | Will Bradley & His Orchestra |
| 1939                | • There's Gotta Be A Wedding ISWC: ? Soundtrack show for "Swingin' The Dream" d’Erik Charell et Philip Loeb. | Edgar DeLange, Jimmy Van Heusen                                                                 | - | - |
| 1940                | • Be Sure ISWC: T9150487084 | Edgar DeLange, Charles Hathaway, Robert Bolden Henderson                                        | Benny Goodman                                                                                               | - |
| 1940                | • And So Do I ISWC: T8016627605 | Edgar DeLange, Paul Mann & Stephan Weis                                                         | Tommy Dorsey and His Orchestra with Connie Haines (voir ici)                                                | Jack Teagarden and his Orchestra (1940) • Gene Krupa And His Orchestra • Charlie Barnet And His Orchestra With Larry Taylor (vocals) • Frances Langford (with Victor Young And His Orchestra) (1940) • Elisabeth Welch with Orchestra (1941) • Partition Version Jimmy Dorsey • Partition version Vera Lynn • |
| 1940                | • I'm In A Lovable Mood Tonight | Edgar DeLange, J. Fred Coots& Tedd Powell                                                       | Bob Chester And His Orchestra (1941)                                                                        | The Bluebird Dance Orchestra (1945 : republication sous un pseudonyme) |
| 1940                | • Looking For Yesterday | Edgar DeLange, Jimmy Van Heusen                                                                 | Kay Kyser & His Orchestra                                                                                   | Tommy Dorsey & His Orchestra • Woody Herman • Gene Krupa |
| 1940                | • Shake Down The Stars ISWC: T-070.134.929-2 | Edgar DeLange, Jimmy Van Heusen                                                                 | Bob Crosby and His Orchestra - Vocal Chorus by Bob Crosby (February 13, 1940)                               | 1940 \| Glenn Miller & His Orchestra Witl Ray Eberle (vocal) • Frank Sinatra with Tommy Dorsey and His Orchestra Ella Fitzgerald and Her Famous Orchestra • Benny Goodman and His Orchestra with Helen Forrest (vocals) • Georgie Auld • Leslie Hutchinson • Dinah Shore • Jeri Southern • 2019 \| Catherine Russell |
| 1940                | • Whatever Happened To You | Edgar DeLange, Xavier Cugat, Garcia Emilio De Torre                                             | Xavier Cugat                                                                                                | Eddy Duchin • Woody Herman • Vaughn Monroe |
| 1941                | • Falling Star ISWC: T0700539316 (Unused Unedited track for film soundtrack The Great Dictator) | Edgar DeLange, Charlie Chaplin & Meredith Willson                                               | - | (voir donation d’archives musicales de Meredith Wilson à l’association "songbook.accesstomemory.org" - liste en PDF) • Thomas Beckmann / Johannes Cernota (1994) |
| 1942                | • Just As Though You Were Here | Edgar DeLange, John Benson Brooks                                                               | - | © 5 June 1042. Howard Alden • George Shearing • Frank Sinatra |
| 1942                | • Purple Moonlight | Edgar DeLange, Arthur Kent                                                                      | Glen Gray & The Casa-Loma Orchestra                                                                         | - |
| 1942                | • This Is Worth Fighting For ISWC: T-070.134.929-2 From Film’s soundtrack "When Johnny Comes Marching Home" de Charles Lamont                                                                                          | Edgar DeLange, Sam H. Stept                                                                     | Jimmy Dorsey & His Orchestra (May 1, 1942)                                                                  | Kate Smith (1942) • Shep Fields and His New Music (1942) • Vaughn Monroe and His Orchestra (1942) • "Hutch" with Orchestra (Leslie Hutchinson) (1942) • Donald Peers (1942) • Ink Spots (1942) • Issy Bonn (1942) • Richard Dawson (1966) • Anita Bryant (1966) • Gil Bernal (1967) |
| 1942                | • Velvet Moon ISWC: ? | Edgar DeLange, Josef Myrow                                                                      | Harry James & His Orchestra                                                                                 | The Three Suns |
| 1942                | • Who Threw The Whisky In The Well? (Version musicale 1942) T-911.065.547-5 | Edgar DeLange, John Benson Brooks,                                                              | Freddie "Schnickelfritz" Fisher and His Orchestra (November 10, 1941)                                       | "Doc" Wheeler and his Sunset Orchestra (1942) |
| 1943                | • London Lullaby | Edgar DeLange, Buck Ram                                                                         | - | (Potentiellement non interpretée) |
| 1943                | • Shadow Lane | Edgar DeLange, Richard Lee Smith                                                                | - | © 8 March 1943 |
| 1943                | • You Must Go Down Again | Edgar DeLange, Buck Ram                                                                         | - | (Potentiellement non interpretée) |
| 1944                | • April Can't Do this To Me ISWC: T0720513972 From Monte Proser’s "Copacabana Revue" au Copacabana Nightclub | Edgar DeLange, Irving Actman                                                                    | Shep Fields Orchestra with some singer (D’après le journal musical "The Billboard du 24 juin 1944)          | (Voir livre Broadway Musicals, 1943-2004 de John Stewart à l’entrée du sommaire : "1160. Copacabana Revue" - Ouvrage publié chez "McFarland & Company, inc. Publishers".) (Seconde revue avec Sophie Tucker après le succès de celle de 1942 avec Joe Lewis, Suivront 1945, 1946, 1947, puis 1950 et 1952, 1953 et la dernière avec 1955 avec Georgia Gibbs. Joe Lewis deviendra le directeur musical pour la reprise du Spectacle West Side Storyen 1960. D’après le journal musical "The Billboard du 24 juin 1944, La nouvelle revue d’été ici est l'un des meilleurs spectacles de la ville. Détails d’artistes participant à ce spectacle dansant dans l’article de The billboard. |
| 1944                | • Bahia ISWC: T0700101638 From Monte Proser’s "Copacabana Revue"au Copacabana Nightclub | Eddie Delange, Sam H. Stept                                                                     | Shep Fields Orchestra with some singer                                                                      | (D’après le journal musical "The Billboard du 24 juin 1944) • Septeto De La Playa Y Sonny Rossi (?) • La Playa Sextet (1960) |
| 1944                | • Burnin Up ISWC: T0700128148 | Edgar DeLange, Raymond Scott                                                                    | Shep Fields Orchestra with some singer                                                                      | (D’après le journal musical "The Billboard du 24 juin 1944) |
| 1944                | • Get a Load Of That Hat From Monte Proser’s "Copacabana Revue"au Copacabana Nightclub | Edgar DeLange, Irving Actman                                                                    | Shep Fields Orchestra with Sophie Tucker                                                                    | (D’après le journal musical "The Billboard 18 mars 1944 : Night Club review - Copacabana Nightclub de New-York) |
| 1944                | • Have You Written Him Today? ISWC: T9145019052 | Edgar DeLange, Ruth Cleary                                                                      | | |
| 1944                | • I Can Still Remember From Monte Proser’s "Copacabana Revue"au Copacabana Nightclub | Edgar DeLange, Sam H. Stept                                                                     | Shep Fields Orchestra with some singer                                                                      | (D’après le journal musical "The Billboard du 24 juin 1944) |
| 1944                | • The Loveliness You Are From Monte Proser’s "Copacabana Revue"au Copacabana Nightclub | Edgar DeLange, Sam H. Stept                                                                     | Shep Fields Orchestra with some singer                                                                      | (D’après le journal musical "The Billboard du 24 juin 1944) |
| 1944                | • La Pintada From Monte Proser’s "Copacabana Revue"au Copacabana Nightclub | Edgar DeLange, Irving Actman                                                                    | Shep Fields Orchestra with some singer                                                                      | (D’après le journal musical "The Billboard du 24 juin 1944) |
| 1944                | • The Sky Ran Out of Stars From Monte Proser’s "Copacabana Revue"au Copacabana Nightclub. | Edgar DeLange, Irving Actman                                                                    | Shep Fields Orchestra with some singer                                                                      | (D’après le journal musical "The Billboard du 24 juin 1944) |
| 1944                | • The Way That I Want You ISWC: ? From Monte Proser’s "Copacabana Revue" au Copacabana Nightclub. | Edgar DeLange, Josef Myrow                                                                      | Shep Fields Orchestra with some singer                                                                      | (D’après le journal musical "The Billboard du 24 juin 1944) |
| 1944                | • Touch of you ISWC: T9150407571 From Monte Proser’s "Copacabana Revue" au Copacabana Nightclub Alternate title : A Touch of you                                                                                       | Edgar DeLange, Josef Myrow                                                                      | Shep Fields Orchestra with some singer                                                                      | (D’après le journal musical "The Billboard du 24 juin 1944) |
| 1944                | • Marianne’' From Film soundtrack Uncertain Glory de Raoul Walsh. Titre (fr) : "Saboteur sans gloire" | Edgar DeLange, Josef Myrow, Ernesto Lecuona                                                     | ? | (Non crédité) |
| 1945                | • Afternoon Moon ISWC: T0710562916 | Edgar DeLange, Mercer Ellington                                                                 | Cab Calloway                                                                                                | - |
| 1945                | • Along The Navajo Trail (Alternate Title: Prairie Parade) From the film soundtrack "Along the Navajo Trail" de Frank McDonald. ISWC N° T-070.256.295-5                                                                | Edgar DeLange, Dick Charles & Larry Marks                                                       | Dinah Shore with Orchestra - Albert Sack, Conductor, Roy Rogers and the Sons of the Pioneers (Film version) | Bing Crosby and The Andrews Sisters with Vic Schoen and His Orchestra (1945) • Gene Krupa and His Orchestra - Vocal Chorus by Buddy Stewart (1945) • Roy Rogers (King of the Cowboys) with orchestra conducted by Perry Botkin (1945) • Ozie Waters and The Plainsmen (1945) • Bobby Sherwood (1957) • Sam Cooke (1958) • Duane Eddy and The Rebels (1959) • Cliffie Stone (1959) • Frankie Laine (1961) • Sons of the Pioneers (1961) • Fats Domino (1961) • Pete Brady (1962) • Bob Wills and His Texas Playboys (1977) • Red Steagall (1982) • Don Edwards (1990) • The Quebe Sisters Band (2007) • The Hot Club of Cowtown (2010) • "Buck" Pizzarelli and the West Texas Tumbleweeds (2011) • Asleep at the Wheel with Willie Nelson & The Quebe Sisters (2015) • The Free Rangers (2015) (Il existe une version française intitulée " La Route qui mène à l'amour" avec des paroles de Georges Tabet). |
| 1945                | • Bowery Serenade (Sweet Pippy) ISWC: T9150512031 | Edgar DeLange, John Benson Brooks                                                               | - | - |
| 1945                | • Co-op-Hoo-Ray-Shun ISWC: T9150676292For Show’s soundtrack "Watch Out, Angel !" | Edgar DeLange, Josef Myrow                                                                      | Barbara Perry et Danny Jackson, Anne Triola, Ensemble musical de la comédie                                 | (Musical comedy soundtrack) |
| 1945                | • Dawn Time (ou "At Dawn Time" (from Film’s Soundtrack "Hi De Ho") | Edgar DeLange, Buster Harding                                                                   | Cab Calloway ans his orchestra                                                                              | - |
| 1945                | • Everybody Wants to Get Into the Act ISWC: T9144772065For Show’s soundtrack "Watch Out, Angel !" | Edgar DeLange, Josef Myrow                                                                      | Anne Triola, Ensemble musical de la comédie                                                                 | |
| 1945                | • 1."Beauty for Sale", •2."I Can't Believe My Eyes", •3."Fifth Avenue ", From the musical comedie "A Thousand and One Nights" (original title) (Titre français: "Aladin ou la lampe merveilleuse") de Alfred E. Green. | Edgar DeLange, Saul Chaplin (2). ISWC: T9197610245 (3). ISWC: T9144855389                       | ? | (voir "Soundtrack" non crédité au générique pour les (titres sur IMDB) |
| 1945                | • Hasta Manana (Alternate Title: "Toda Una Vida") ISWC: T0700725490 | Edgar DeLange, Osvaldo Farres                                                                   | Bing Crosby & Xavier Cugat And His Orchestra (1945-02-11)                                                   | Sara Montiel (1971 \| BO du film "Variétés" de Juan Antonio Bardem) • Chucho Avellanet (1975) • Los Panchos • Los Tres Ases • José Feliciano |
| 1945                | • Poor Patricia | Edgar DeLange, Bonnie Lake                                                                      | ? | Archives des chansons de Bonnie Lake |
| 1945                | • Soft And Warm | Edgar DeLange, Josef Myrow                                                                      | Erroll Garner                                                                                               | - |
| 1945                | • The Man With (A/)The Horn) ISWC N° T-070.108.182-4 Au 63ème rang des titres les plus repris de 1946. | Edgar DeLange, Jack Jenney, Bonnie Lake                                                         | Boyd Raeburn and His Orchestra (1946)                                                                       | Plus de 45 versions avec les instrumentales dont Harry James and His Orchestra (1947) • Ray Anthony and His Orchestra (1950) • Georgie Auld with Dave Lambert's Vocal Ensemble (1951) • Hadda Brooks (1951) • Billy Taylor Trio (1953) • Anita Ellis (1956) • Jack Costanzo (1956) • Anita O'Day (1957) • Clora Bryant (1957) • The Four Saints (1960) • Al (He's the King) Hirt (1963) • Bobby Hackett (1965) • Earl Hines and His Boys (1965) • Nina Simone (1966) • Della Reese (1966) • Dexter Gordon - Wardell Gray (1966) • Carla White (1986) • Faith Prince (2000) • Al Porcino Big Band (2000) et d’autres versions encore… |
| 1945                | • Don't You Believe ISWC: T9144683114 For Show’s soundtrack "Watch Out, Angel !. | Edgar DeLange, Josef Myrow                                                                      | Anna Triola                                                                                                 | (Voir livre : "The Complete Book of 1940s Broadway Musicals" de Dan Dietz : Pages 286 & 287 : Watch Out, Angel! A New musical comedy! Sparckling Musicalcoctail! |
| 1945                | • Watch Out, Angel For Show’s soundtrack "Watch Out, Angel!" | Edgar DeLange, Jerry Seelen Josef Myrow                                                         | Anna Triola                                                                                                 | (Voir livre : "The Complete Book of 1940s Broadway Musicals" de Dan Dietz : Pages 286 & 287 : Watch Out, Angel! A New musical comedy! Sparckling Musicalcoctail! |
| 1945                | • Who Threw The Whisky In The Well? (Version musicale 1945) T-911.065.547-5 | Edgar DeLange, John Benson Brooks, Lucius Millinder                                             | Lucky Millinder & His Orchestra (May 25, 1944)                                                              | Louis Prima and His Orchestra (1945) • The Original Washboard Band (1959) • Champion Jack Dupree (1969) • Percy Humphrey & Louis Nelson (1972) • Sing Miller (1978) • Buster Poindexter (1989) • Alvin Alcorn featuring Polo Barnes (1992) • Nappy Brown & Kip Anderson (1996) • Preservation Hall Jazz Band (2007) • James Luther Dickinson (2008)• The Dustbowl Revival (2015) |
| 1946                | • Arizona Sundown ISWC: T0700018069 | Edgar DeLange, Louis Alter                                                                      | Artie Wayne with the Crew Chiefs and Andy Phillips Orchestra (1947)                                         | 78 RPM Majestic 1241 • Freddy Martin and his Orchestra (1949) |
| 1946                | • Blondie’s Lucky Day ISWC: T9150601915 From the film soundtrack "Blondie’s Lucky Day d’Abby Berlin. | Edgar DeLange, Saul Paul                                                                        | - | "Soundtrack" non créditée sur IMDB |
| 1946                | • 1."Follow the Band", • 2."If I'm Lucky", • 3."One More Kiss", • 4."Bet Your Bottom Dollar", • 5."Botocudo", • 6."One More Vote From the 20th Century-Fox musical comedy film If I'm lucky de Lewis Seiler.           | Edgar DeLange, Josef Myrow (1). ISWC: T0700550215 (3). ISWC: T0700110377 (5). ISWC: T9150540833 | Perry Como with Russ Case and His Orchestra, Vivian Blaine, Carmen Miranda                                  | (voir "Soundtrack" non crédité au générique pour la plupart sur IMDB). Pour le titre no 5 Botocudo, les titres alternatifs sont Jam Session In Brazil et The Batucada. • 2 reprises pour "On more kiss : Jimmy Dorsey & His Orchestra • Harry James & His Orchestra |
| 1946                | • 2."I Never Had a Chance ", • 3."No One Seems to Care", • 4."Fifth Avenue ", • 5."Only For Me", • 6."Is It Worth It? From the musical comedie Meet Me on Broadway de Leigh Jason.                                     | Edgar DeLange, Saul Chaplin                                                                     | ? | (voir "Soundtrack" non crédité au générique pour les titres sur IMDB) |
| 1946                | • The Blues Are Brewin' From the film soundtrack "Nouvelle-Orléans d’Arthur Lubin. ISWC T-070.011.896-2 ISWC T-910.653.482-1Alternate titles : "Blues Are Blu’in" / "The Blues Are Brewin"                             | Edgar DeLange, Louis Alter                                                                      | Billie Holiday (1946, 1951)                                                                                 | Louis Armstrong (1946) • Woody Herman And His Orchestra (1946) • Carol Joy Robins (1988) • Weslia Whitfield (1993) • Charmin Michelle (1998) • The Manhattan Transfer (2000) • Nichaud Fitzgibbon (2005) • Elisabeth Kontomanou with Laurent Courthaliac (2008) • Hans Stamer (2009) • Rebecca Kilgore and The Harry Allen Quartet (2011) • Zoe Schwarz, Rob Koral & Ian Ellis (2012) • Angela Hagenbach |
| 1946                | • Do You Know What It Means To Miss New Orleans? ISWC N° T-071.869.475-7 From the film soundtrack "Nouvelle-Orléans d’Arthur Lubin.                                                                                    | Edgar DeLange, Louis Alter                                                                      | Louis Armstrong and His Dixieland Seven (October 17, 1946)                                                  | Plus de 200 reprises dont Clancy Hayes & Bob Scobey's Frisco Band (1952) • Jo Stafford & Frankie Laine with Paul Weston & His Orchestra (1953) • Pete Fountain (1959) • Ruth Olay (1959) • Jonah Jones (1960) • Rick Nelson (1961) • Dinah Shore (1962) • The Ten Greats of Jazz (1967) • Wild Bill Davison with Fat Cat McCree's Manassas All Stars (1968) • Bobby Hackett & Vic Dickenson with Maxine Sullivan (1970), Oscar Klein and Orchestra (1973) • Earl Hines with Wallace Davenport and Orange Kellin (1975) • Beryl Bryden and The Piccadilly Six (1975) • Don Ewell, Yoshio Toyama and His Dixieland Saints (1976) • The Trevor Richards New Orleans Trio (1976) • Fiji Kitamura (1976) • Raul Seixas (1977) • Kansas City Stompers (1977) • Rosemary Clooney (1977) • Dubbelquartetten Frida (1977) • Pete Allen (1979) • Betty Comora (1982) • Harry Connick Jr.(1988) • Wynton Marsalis (1988) • Archie Sheep (1992) • Ralph Sutton & Yoshio Toyama (1994) • Stephane Grappelli Trio (1997) • The Manhattan Transfer (2000) et de nombreuses autres… |
| 1946                | • Endie ISWC: T0700494536 From the film soundtrack "Nouvelle-Orléans d’Arthur Lubin. | Edgar DeLange, Louis Alter                                                                      | Louis Armstrong and his Orchestra                                                                           | |
| 1946                | • Holiday Forever From the musical comedy "Holiday Forever".ISWC: T9144986583 | Edgar DeLange, John Benson Brooks, Howard Phillips                                              | Randy Brooks & His Orchestra(Recorded 5/8/46)                                                               | © Feb. 19, 1945 (Thème principal de la comédie musicale qui contient "MoonGlow"). |
| 1946                | • One More Tomorrow From the film soundtrack "One More Tomorrow" d’Peter Godfrey. | Edgar DeLange, Josef Myrow, Ernesto Lecuona                                                     | Artie Malvin ? (Played often in the score)                                                                  | The Glenn Miller Orchestra with Tex Beneke and the Crews Chiefs • Frankie Carle • Glen Gray & The Casa-Loma Orchestra |
| 1946                | • One More Vote (One More Kiss) SONG ID: WW 001236695 00 From the 20th Century-Fox musical comedy film If I'm lucky de Lewis Seiler.                                                                                   | Edgar DeLange, Josef Myrow                                                                      | Perry Como and The Satisfiers with Russ Case and his Orchestra                                              | |
| 1946                | • Passe | Edgar DeLange, Joseph Meyer, Carl Sigman, Jean Geiringer                                        | Tex Beneke (1946)                                                                                           | 1946 \| Margaret Whiting with Orchestra conducted by Jerry Gray • (fr) Jean Sablon • 1958 \| Odette • Dick Jurgens • Ray McKinley. N.B : jean sablon a écrit une version française "Passé" et a chanté visiblement les 2. |
| 1946                | • That American Look From the film’s soundtrack "You’re for me" "Holiday Forever". | Edgar DeLange, Josef Myrow                                                                      | ? | Film disparu ??? |
| 1946                | • Sky Blue Pink And Lovely | Edgar DeLange, Bonnie Lake                                                                      | ? | Archives des chansons de Bonnie Lake |
| 1946                | • You Couldn't Prove It By Me | Edgar DeLange, Bonnie Lake                                                                      | ? | Archives des chansons de Bonnie Lake |
| 1946                | • When It's Love From the M.G.M picture ""No leave, no love"". Titre (fr) Pas de congé, pas d'amour de Charles Martin.                                                                                                 | Edgar DeLange, Nicolas Kharito                                                                  | Marina Koshetz                                                                                              | Soundtrack’s credits |
| 1947                | • The Band Boy | Edgar DeLange, Bonnie Lake                                                                      | Bonnie Lake                                                                                                 | Archives des chansons de Bonnie Lake |
| 1947                | • Catana ISWC: T0700241899 From the film "The Captain From Castile | Edgar DeLange, Alfred Newman                                                                    | Frank Sinatra                                                                                               | ("Soundtrack" / alternate title : "Catana, The Young Etc), Ethel Smith and the Bando Carioca (1950), Julius Watkins (1962), |
| 1947                | • Count Me Out ISWC: T0702593745 | Fox-Trot de Edgar DeLange, Louis alter                                                          | Tommy Tucker Time with Don Brown, Madelyn Russell (Vocals)                                                  | © 24 May 1947 , 78 RPM Columbia 37563 |
| 1947                | • Julie | Edgar DeLange, George Jessel, Joseph Cooper                                                     | ? | © 21 august 1947 |
| 1947                | • Strange What A Song Can Do | Edgar DeLange, Louis Alter                                                                      | Harry James And His Orchestra With Marion Morgan                                                            | © 2 July 1947 |
| 1947                | • The Boy Band | Edgar DeLange, Bernie Lake                                                                      | - | © 21 October 1947 |
| 1947                | • Too Careful | Edgar DeLange, Cliford Eugene sheldon                                                           | - | © 7 June 1947 |
| 1947                | • Walking Alone In The Dark | Edgar DeLange, Russ Morgan                                                                      | - | - |
| 1947                | • When Am I Gonna Kiss You Good Morning | Edgar DeLange, Ted Grouya Jack Mason (arrangements)                                             | Dinah Shore With Sonny Burke and his Orchestra                                                              | The Pied Pipers with Paul Weston And His Orchestra (1947) • Freddy Martin and his Orchestra with Clyde Rogers and the Martin Mens (1947) |
| 1947                | • Without Music | Edgar DeLange, Louis Alter                                                                      | Tex Beneke Orchestra & The Moonlight Serenaders                                                             | © 2 July 1947 |
| 1948                | • A Lass in Alaska ISWC: T9321081930 Soundtrack for documentary "A Lass in Alaska" de Ralph Staub. | Edgar DeLange, Saul Chaplin                                                                     | ? | Fiche IMDB non crédité |
| 1948                | • Birmingham Bessie | Edgar DeLange, Bonnie Lake                                                                      | Bonnie Lake                                                                                                 | Archives des chansons de Bonnie Lake |
| 1948                | • July And I | Edgar DeLange, Bonnie Lake                                                                      | Helen Forrest                                                                                               | - |
| 1948                | • Look Out Below | Edgar DeLange, Hoagy Carmichael                                                                 | ? | - |
| 1948                | • Lost April ISWC N° T-071.065.600-0 | Edgar DeLange, Emil Newman, Herbert Spencer                                                     | Nat 'King' Cole (November 29, 1947)                                                                         | Plus de 18 reprises dont Frankie Carle and His Orchestra - Vocal Chorus by Gregg Lawrence (February 1948) • The King Cole Trio with Orchestra conducted by Carlyle Hall (1952) • Bev Kelly (1960) • Nat King Cole - George Shearing (1962) • Milt Jackson (1974) • Monty Alexander with Ray Brown and Jeff Hamilton (1980) • Bob James Trio (1996) • Francie Zucco (2002) • John Pizzarelli with The George Shearing Quintet (2002) et d’autres. |
| 1948                | • LuLu Belle Extrait de la bande originale du film Lulu Belle de Leslie Fenton. | Edgar DeLange, Henry Russell                                                                    | Dorothy Lamour                                                                                              | (voir "Soundtrack" non crédité au générique pour le titre sur IMDB) |
| 1949                | • I Wish I Were a Goldfish | Edgar DeLange, Lou Alter                                                                        | Phil Harris and his Orchestra with Phis Harris vocals                                                       | (voir "78 T RPM RCA Victor 20-3477") |
| 1956                | • I'll Be Worthy Of You ISWC: T0709033588 | Edgar DeLange, Larry Stock                                                                      | Cab Calloway with Don Costa and his Orchestra (Oct 13, 1956)                                                | (voir "EP 45 ABC-Paramount 45-9757") |

### Autres chansons déposées à l’ascap
| Titre de la chanson                                                             | Statut ISWC        | Auteurs                                         |
| ------------------------------------------------------------------------------- | ------------------ | ----------------------------------------------- |
| • Afer the Honeymoon is over                                                    | ISWC: T9321081214  | Edgar DeLange, Will Hudson, Irving Mills        |
| • Amigo Mio (Bongo)                                                             | ISWC: T9321081225  | Edgar DeLange, Irving Actman                    |
| • Anything                                                                      | ISWC: Not Assigned | Edgar DeLange                                   |
| • Are you afraid of love ?                                                      | ISWC: Not Assigned | Edgar DeLange, Anita Paniagua Norma             |
| • Beauty for Sale                                                               | ISWC: Not Assigned | Edgar DeLange, Saul Chaplin                     |
| • Big Chief No-Pain                                                             | ISWC: T9150540822  | Edgar DeLange, John Benson Brooks               |
| • The Birthday Polka                                                            | ISWC: T9150488178  | Edgar DeLange, Harry revel                      |
| • Bis Strin O Pea                                                               | ISWC: T9150488178  | Edgar DeLange                                   |
| • Blue Smoke                                                                    | ISWC: Not Assigned | Edgar DeLange, Josef Myrow                      |
| • Blues                                                                         | ISWC: T0731311468  | Edgar DeLange,Clay A. Boland                    |
| • Caught In The Rain (Potentiellement probable musique de film non créditée)    | ISWC: T9150676316  | Edgar DeLange, Vernon Leftwich                  |
| • Couldn't If I Tried                                                           | ISWC: Not Assigned | Edgar DeLange, Hernie Hanford                   |
| • Daffodils in Red Red Robins                                                   | ISWC: T9144683125  | Edgar DeLange, Saul Chaplin                     |
| • Dawn Time                                                                     | ISWC: Not Assigned | Edgar DeLange,(Compositeur non identifié)       |
| • What Would You Say                                                            | ISWC: Not Assigned | Edgar DeLange, Clay Boland, Michel Grace        |
| • Deep In The Heart of Roses                                                    | ISWC: T0722692821  | Edgar DeLange                                   |
| • Dream Season (Probable titre d’un comédie musicale de Broadway)               | ISWC: T9321081247  | Edgar DeLange, Jesse Greer                      |
| • Dreamy Day                                                                    | ISWC: T9144683136  | Edgar DeLange, Milton Samuels                   |

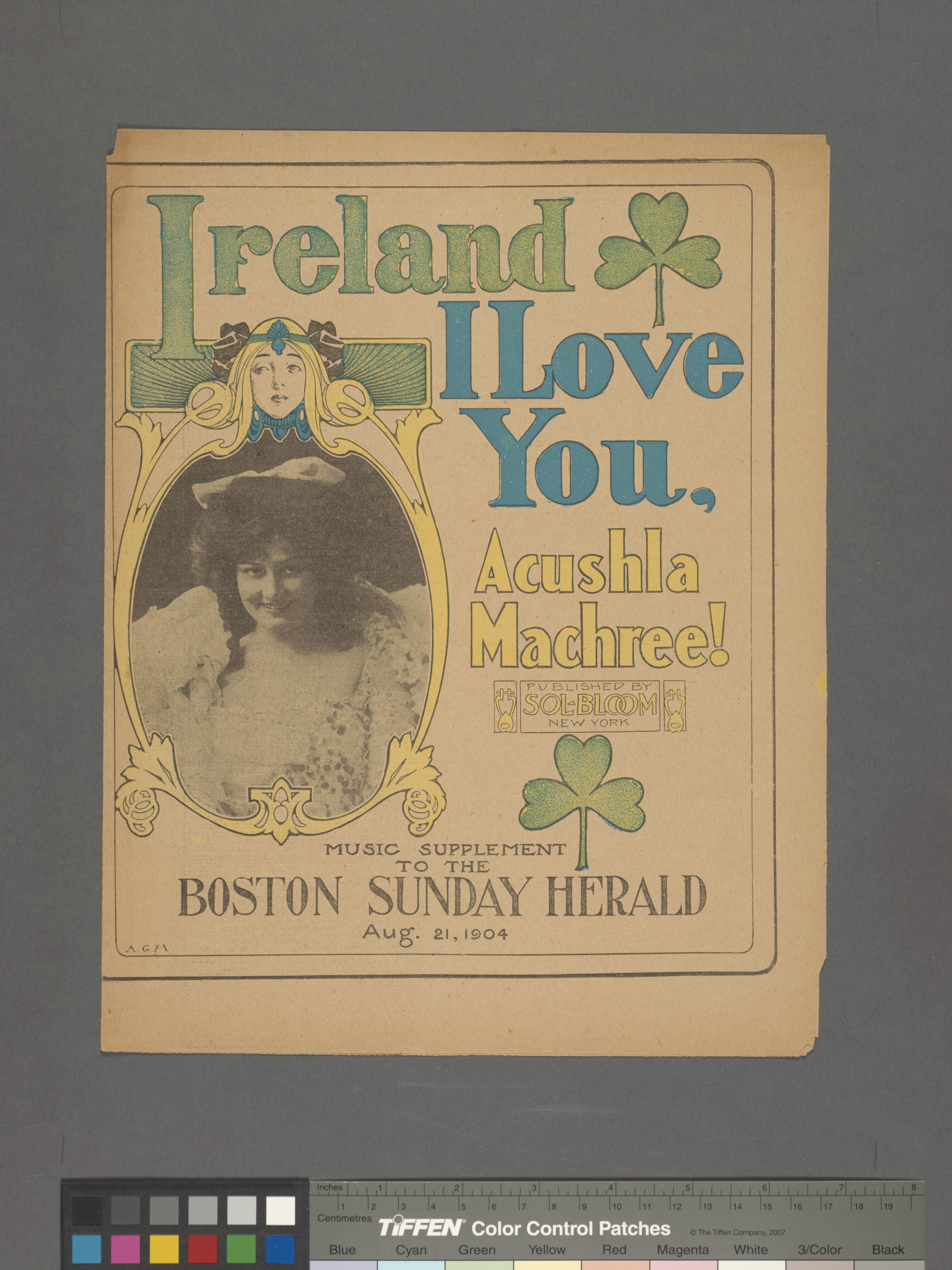
Supplément musical de "The Boston Sunday Herald, Aug. 21, 1904 : la partition musicale de "Ireland, I love you, Acushla Machree"

| • Ebony Heaven                                                                  | ISWC: Not Assigned | Edgar DeLange, Benjamin Claude                  |
| • Echo Lake                                                                     | ISWC: T9321081258  | Edgar DeLange, Walter Donaldson                 |
| • En rêvant de vous                                                             | ISWC: Not Assigned | Edgar DeLange, Jimmy Van Heussen                |
| • Feather in The wind                                                           | ISWC: Not Assigned | Edgar DeLange, Josef Myrow                      |
| • Flame of Calcutta Cues                                                        | ISWC: T9144903413  | Edgar DeLange, Saul Chaplin                     |
| • Fly Away                                                                      | ISWC: T9303184830  | Edgar DeLange                                   |
| • Glory Hallalu                                                                 | ISWC: Not Assigned | Edgar DeLange, Ollie Shepard                    |
| • Gonna do it                                                                   | ISWC: T9321081269  | Edgar DeLange, Will Hudson                      |
| • Half a Dream to Go                                                            | ISWC: T9145028791  | Edgar DeLange, Josef Myrow                      |
| • Have You a love to Go With                                                    | ISWC: T0700726288  | Edgar DeLange, Henry Nemo                       |
| • Hello Darling                                                                 | ISWC: Not Assigned | Edgar DeLange, John Benson Brooks, Helen Hugues |
| • Here I Go Again                                                               | ISWC: Not Assigned | Edgar DeLange, Art Barker, Sidney Mills         |
| • Hesitation                                                                    | ISWC: Not Assigned | Edgar DeLange, Cronot Eliseo                    |
| • How can I Stop Loving You                                                     | ISWC: T0700745238  | Edgar DeLange, Walter Ruick                     |
| • How I Love my Lou                                                             | ISWC: T0722695911  | Edgar DeLange                                   |
| • How Was I To know                                                             | ISWC: T0710628140  | Edgar DeLange, will Hudson                      |
| • I Can’t take It                                                               | ISWC: T0719297138  | Edgar DeLange, will Hudson                      |
| • I Learned to Cry                                                              | ISWC: T9145154014  | Edgar DeLange, Abel Baer, Joe Rines             |
| • I Love Yan Ya Mug (I Love Ya)                                                 | ISWC: T9145154069  | Edgar DeLange, Jimmy Van Heusen                 |
| • I Love You Acushla Machree (Probable adaptation, d’un traditionnel irlandais) | ISWC: T0722697155  | Edgar DeLange                                   |

### Singularités musicales
En 1904, années de la naissance d'Eddie DeLange, on publie la partition d’un titre irlandais traditionnel Ireland, I love you, Acushla Machree. C’est probablement à ses débuts de compositeur qu’il lui composera cet hommage singulier : I Love You Acushla Machree qui doit en être une adaptation.
Selon le Brewer's Dictionary of Irish Phrase & Fable, Acushla Machree est une Vocalise en irlandais, A chuisle mo chroí, O pulse of my heart.
Un autre classique traditionnel Do Ye Ken John Peel? (d’après D'ye ken John Peel? écrite en 1824 par John Woodcock Graves) a été adapté par DeLange et enregistré par Horace Heidt and his Orchestra en 1938.

### Les adaptations françaises de ses titres
- Moonglow : il existe une version française intitulée Fièvre qui a été joué à Paris par Django Reinhardt[25] le 21 octobre 1935.
- Moonglow : il existe une seconde version française intitulée Fièvre avec des paroles de H. Jean Tranchant[26]).
- Along The Navajo Trail : il existe une version française intitulée La Route qui mène à l'amour avec des paroles de Georges Tabet[21].
- Passe : il existe une version française intitulée Passé avec des paroles de Jean Sablon[27]

## Comédies musicales

### Swingin’ the dream 1939
Swingin’ the dream est un spectacle de comédie musicale en 1931 qu’Erik Charell produit pour la première fois à Londres, puis à Paris, en Broadway et enfin dans le monde entier.

#### Présentation et fiche technique, distribution
C’est une version musicale de Midsummer Night Dream de Shakespeare avec un livret de Gilbert Seldes et d’Eric Charell, de Erik Charell et Philip Loeb.
La version de Broadway en 1939 est basé sur des lyriques de Edgar DeLange, et une musique de Jimmy Van Heusen.
Avec pour vedette principale Louis Armstrong (Bottom) assisté par les Dandridge Sisters (en) dans un casting qui inclut le Benny Goodman’s Sextet, the Deep River Boys, Maxine Sullivan. Spectacle musicale produit par Bregman, Vocco & Conn, Inc. à Broadway.

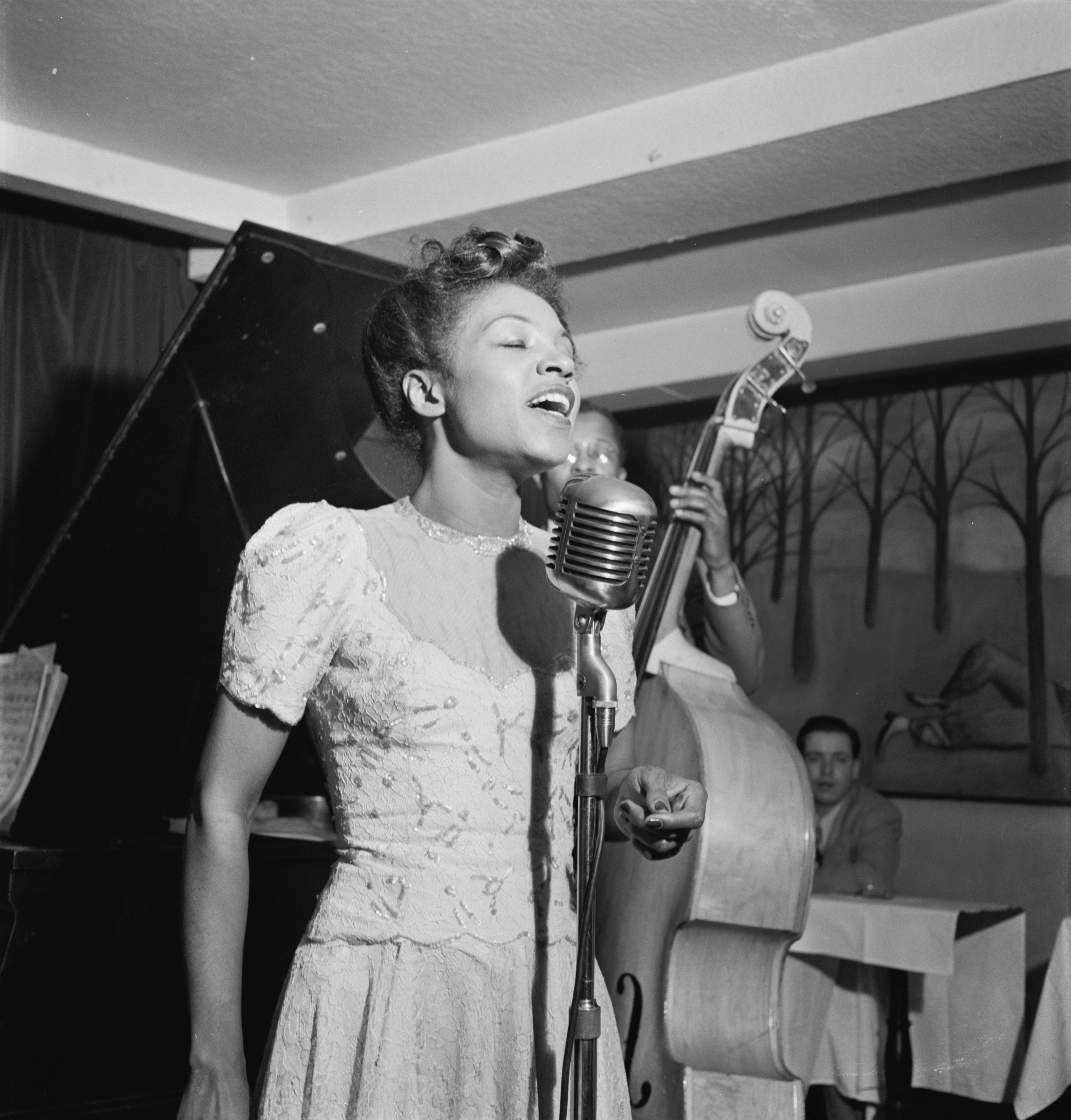
Maxine Sullivan au Village Vanguard en 1947.

Seuls les plus fervents amateurs de théâtre auront entendu parler de cette comédie musicale oubliée depuis longtemps qui a débuté le 29 novembre 1939 au Center Theatre de New-York, disparu depuis longtemps. Situé à l'angle de la 6e avenue et de la 49e rue, en face du Radio City Music Hall, le Centre pouvait accueillir 3 700 personnes, ce qui, pour un peu de recul, représente 1 800 personnes de plus que la capacité du Gershwin.
Ce centre était si grand qu'il n'accueillait pas beaucoup de comédies musicales de Broadway, mais Swingin' the Dream était quelque chose de spécial et de très ambitieux pour l'époque. Il s'agissait d'une version entièrement intégrée, imprégnée de jazz, de A Midsummer Night's Dream de Shakespeare, mise à jour en fonction de la Nouvelle-Orléans contemporaine.
Parmi ses interprètes figuraient l'immortel trompettiste Louis Armstrong dans le rôle de « Bottom », la chanteuse de blues-jazz Maxine Sullivan dans le rôle de Titania, les Dandridge Sisters (dont l'une allait devenir la future star de cinéma Dorothy) et des actrices comiques comme Jackie « Moms » Mabley dans le rôle de « Quince » et Butterfly McQueen dans celui de « Puck ». Parmi les musiciens qui ont contribué à la production, on trouve Count Basie et Benny Goodman (qui se sont produits de part et d'autre de la scène), et la conception scénique sauvage de la production est basée sur des dessins animés de Walt Disney.
La chorégraphie est l'œuvre de l'une des plus grandes artistes de tous les temps, Agnes DeMille, et la musique mélange des succès contemporains comme Ain't Misbehavin', Jeepers Creepers et I Can't Give You Anything But Love avec la Marche nuptiale de Felix Mendelssohn, tirée de son Songe d'une nuit d'été de 1842.
Il y avait aussi du matériel original, avec le titre Darn That Dream, de Jimmy Van Heusen et Eddie De Lange, qui deviendra un standard.

#### Titres de l’oeuvre et livre du spectacle
Liste des titres de la comédie musicale :
- Darn that dream (Disponible en enregistrement sur label Discovery Record 109 et interprété par Georgie Auld).
- Peace Brother
- There is gotta be a webbing
- Swingin’ the dream (Disponible en enregistrement sur label Vocation Record 5262 et interprété par Will Bradley).
- Moonland
- Love is a Riddle
- Doing the taboo
- Jumpin’at the woodside
- Pick a rib

Le livre du spectacle a été écrit par Gilbert Seldes, un écrivain et critique culturel très respecté (et père de la défunte actrice Marian Seldes). Son co-auteur, pour Swingin' the Dream, était Erik Charell, qui en a également été le producteur et le réalisateur. Charell, un artiste d'origine allemande doté d'un bon œil (il deviendra un collectionneur d'art renommé à sa retraite), avait, la saison précédente, produit une autre extravagance au théâtre du Centre, le White Horse Inn. C'était un spectacle énorme, mais contrairement à Swingin' the Dream, un énorme succès.
D'abord produit à Londres (1931), Charell l'a fait connaître avec succès à Paris, à Broadway, puis dans le monde entier.
L'idée était alors de capitaliser sur les récents succès qui avaient contribué à transformer la Comédie des erreurs de Shakespeare en la comédie musicale à succès de Rodgers and Hart, The Boys from Syracuse, et la fausse opérette japonaise de Gilbert et Sullivan en The Hot Mikado, qui a transféré son action à Harlem dans les années 1930 avec une distribution entièrement noire.
Mais pour diverses raisons, Swingin' the Dream n'a pas été près de répéter ces spectacles en termes de popularité auprès du public. D'une part, c'était un mastodonte, avec une distribution de cent personnes et contrairement aux deux spectacles mentionnés en précédent, il a été jugé « pas très bon ».

#### Représentations et accueil critique
L'année 1939 a été une période faste pour Broadway. Mais Swingin' the Dream ne sera joué que pendant seulement treize représentations.
Dans l'ensemble, les critiques ont souligné que Swingin' the Dream collait trop à la narration originale de Midsummer, et peut-être que Brooks Atkinson a eu la bonne idée dans sa critique du New York Times, quand il a suggéré qu'elle aurait pu faire mieux « en oubliant complètement Shakespeare ». Citant le manque de concentration et l'aspect « grab bag » du spectacle, Atkinson a conclu en disant que c'était « un spectacle inégal qui représente une bonne idée exploitée avec indifférence ».
Swingin' the Dream a éveillé la curiosité des historiens du théâtre pendant près de soixante-dix-huit ans. Tout d'abord, il y avait Louis-freaking-Armstrong dans une comédie musicale de Broadway ! Cela ne s'est jamais reproduit. Comme aucun enregistrement significatif n'a été fait du spectacle et que son scénario n'a jamais été retrouvé, il ne fait aucun doute que c'est un long moment pour pleurer sur le lait renversé. Mais d'après ce que l'on sait, il semble que le spectacle s'est beaucoup plus appuyé sur Shakespeare qu'on aurait pu le penser au départ, apparemment à son détriment.
L’une de principales raisons pour lesquelles le spectacle Swingin' the Dream reste toujours aussi intrigant, même après toutes ces années va être exposé ci-après. Bien sûr, il y a la taille même de tout cela (qui en constitue une partie énorme), mais plus substantiellement, cela a offert une foule d'opportunités uniques à des artistes afro-américains uniques en leur genre, à une époque où ils étaient généralement obligés de jouer les serviteurs et les bonnes. À cette époque moins éclairée, Swingin' the Dream (quels que soient ses défauts) présentait ces hommes et femmes immensément talentueux au sommet de leur pouvoir.
Et c'est quelque chose ... même si ce n'était que pour treize représentations. Cette représentation sociale des afro-américains est probablement aussi pour partie une raison de l’insuccès.

## Discographie

### Avec le Hudson-DeLange Orchestra
Le Hudson-DeLange Orchestra travaille avec Irving Mills, qui fondera l’éphémère label de disques de jazz Master en 1936 avec lequel le groupe enregistre quelques titres. Irving Mills est un grand compositeur de jazz, il a créé de nombreux titres dont le célèbre Saint James Infirmary qu’il aurait écrit sous le pseudonyme de Joe Primrose. Le label Master est racheté rapidement par Brunswick Records qui intégrera les quelque 140 références à son catalogue.
- “Ruth Gaylor – Here’s My Heart (1938 – 1944 recordings) : seulement les titres 1 à 5 sont Hudson-DeLange Orchestra avec Ruth Gaylor au chant et aux chœurs.

1. You’re Not The Kind (20 mars 1936)	
2. The Moon Is Grinning At me (20 Jun 1936)	
3. You’re My desire (10 mars 1937)	
4. Wake Up And Live (11 mars 1937)	
5. Popcorn Man (11 July 1937)
en format 78 RPM
- 1936: A. Tormented (Will Hudson) | B. It's A Lot Of Idle Gossip (Al J. Neiburg, Marty Symes, Jerry Levinson) ∫ 78 RPM Brunswick Records – 7598
- 1936: A. Eight Bars In Search Of A Melody (Will Hudson) | B. Hobo On Park Avenue (Will Hudson) ∫ 78 RPM Brunswick Records – 7618
- 1936: A. Organ Grinder's Swing (Will Hudson) | B. You're Not The Kind (Irving Mills, Will Hudson) ∫ 78 RPM Brunswick Records – 7656
- 1936: A. Duke Ellington And His Orchestra Oh Babe!, Maybe Someday (Duke Ellington) | B. Monopoly Swing (Will Hudson) ∫ 78 RPM Brunswick Records – 7667
- 1936: A. The Moon Is Grinning At Me (Will Hudson, Jones) | B. It Seems I've Done Something Wrong Again (Royal Marsh, Edgar DeLange) ∫ 78 RPM Brunswick Records – 7700
- 1936: A. Orchi Never Knew (Gus Kahn, Ted Fiorito) | B. When It’s sleepy time down upon (L. & O. Rene, C. Muse) ∫ 78 RPM Brunswick Records – 7708
- 1936: A. Mr. Ghost goes to town (Will Hudson, Irving Mills, Mitchell Parish) | B. Mint Julep (?) ∫ 78 RPM Brunswick Records – 7715
- 1936: A. What the Heart Believes (Block, Brown, Livingston) | B. Looking down at the stars (Parish, Perkins) ∫ 78 RPM Brunswick Records – 7727
- 1936: A. Grab Your Partner And Swing (Irving Mills, Will Hudson) | B. Cross Country Hop (Will Hudson) ∫ 78 RPM Brunswick Records – 7743
- 1936: A. Remember When (Irving Mills, Will Hudson, Edgar DeLange) | B. I'll Never Tell You I Love You (Will Hudson) ∫ 78 RPM Brunswick Records – 7785
- 1936: A. I We Never Meet again (?) | B. Midnight at The Onyx (?) ∫ 78 RPM Brunswick Records – 7795 (et réédition Brunswick 7900)
- 1936: A. How Was I To Know (Will Hudson, Edgar DeLange) | B. Am I Intruding (Leeds, Cosmo) ∫ 78 RPM Brunswick Records – 7809
- 1937: A. Love Song Of A Half-Wit - Part 1 (Will Hudson) | B. Love Song Of A Half-Wit - Part 2 (Will Hudson) ∫ 78 RPM Brunswick Records – 7828
- 1937: A. Sophisticated Swing (Will Hudson) | B. The Maid's Night Off (Will Hudson, Irving Mills) ∫ 78 RPM Master – MA 103
- 1937: A. Never in a million year (?) | R.GAYLORD w E.DeLANGE B. Wake Up and live (?)) ∫ 78 RPM Master – MA 112
- 1937: A. Stardust (Parish, Carmichael) | B. Bugle Call Rag (Pettis, Meyers, Schoebel)) ∫ 78 RPM Master – MA 125
- 1937: A. You're My Desire (Will Hudson, Irving Mills) | B. Back In Your Arms (Will Hudson) ∫ 78 RPM Master – MA 132
- 1937: A. Yours and mine (?) | B. I'm felling like a million (?) ∫ 78 RPM Master – MA 138
- 1937: A. Goin' Haywire (Will Hudson, Irving Mills) | B. Popcorn Man (Will Hudson, Edgar DeLange) ∫ 78 RPM Brunswick Records – m 8007
- 1937: A. Magnolia (?) | B. If I Could Be With You (one hour tonight)(?) ∫ 78 RPM Brunswick Records – m 8016
- 1937: (from Start Cheering) | A. My Heaven On Earth (Tobias, Pokrass, Baker) | B. Rockin The Town(Koehler, Green) ∫ 78 RPM Brunswick Records – m 8023
- 1937: A. (Just An) Error in the News (Nemo, Will Hudson, Irving Mills) | B. College Widow (Will Hudson, Irving Mills) ∫ 78 RPM Brunswick Records – m 8040
- 1937: A. Strictly Formal (Will Hudson, Irving Mills) | B. You're Out Of This World (Darby, Edgar DeLange, Dick) ∫ 78 RPM Brunswick Records – m 8049
- 1938: A. Off Again, On Again (Will Hudson, Irving Mills) | B. Definition Of Swing (Will Hudson, Irving Mills) ∫ 78 RPM Brunswick Records – m 8071
- 1938: (From "Pins and Needles") | A. Doing-the-reactionary (Harold J. Rome) | B. Sunday-in-the-park (Harold J. Rome) ∫ 78 RPM Brunswick Records – m 8077
- 1938: A. Mr. Sweeny's Learned To Swing (Will Hudson, Irving Mills) | B. At Your Beck and call (Edgar DeLange, Cam) ∫ 78 RPM Brunswick Records – m 8081
- 1938: A. China Clipper (Will Hudson) | B. Why Pretend (Will Hudson, Edgar DeLange) ∫ 78 RPM Brunswick Records – m 8147

NB : Le titre The Least Little things we do enregistré en session le 1er juillet 1937 à New-York a été rejeté.
en LP 33 tours (compilation des 78 RPM)
- 1974 : The Sophisticated Swing Of The Hudson Delange Orchestra 1936-1939 (16 titres) ∫ Bandstand Records - Bandstand BSR 7105
- 1976 : Sophisticated Swing (12 titres) ∫ Bandstand Records - Bandstand BS7135[30]

### Johnny Guarnieri
- 1957 : The Songs Of Will Hudson & Eddie De Lange ∫ Coral records - CORAL 57085

## Succès et récompenses

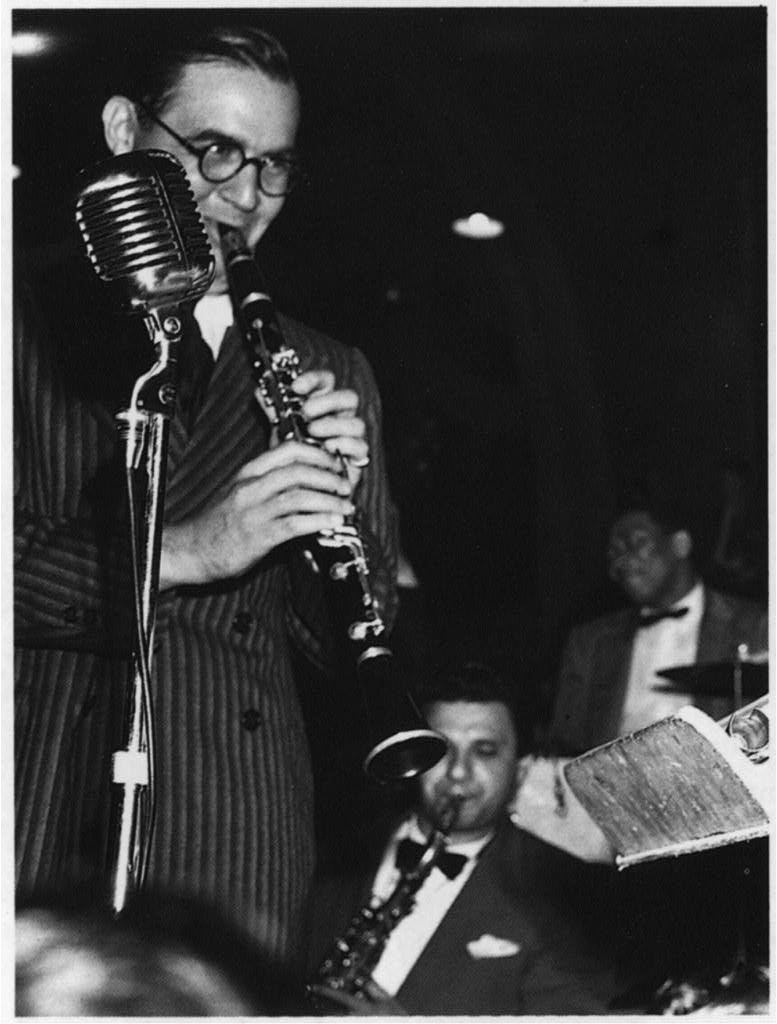
Benny Goodman (ici avec Sid Catlett vers 1947), un des prestigieux interprètes sur la longue liste des titres écrits par Eddie DeLange.

- Quatre Prix d’excellence de l’ASCAP consécutifs en 1934 pour les titres Solitude de Duke Ellington, Haunting Me avec Josef Myrow, I Wish I Were Twins avec Frank Loesser et Joseph Meyer, Moon Glow.

- Il a été introduit à titre posthume au The National Academy of Popular Music’s Songwriters Hall of Fame, en 1989.

La liste d'artistes qui ont enregistré des chansons d'Eddie DeLange, inclut : Ella Fitzgerald, Michael Feinstein, Chet Baker, Etta James, Tony Bennett, Nancy Wilson, K.D. Lang, Frank Sinatra, Lena Horne, Louis Armstrong, The Andrews Sisters, Duke Ellington, Nina Simone, Mel Torme, Harry Connick Jr., Sarah Vaughan, Johnny Hartman, Della Reese, Miles Davis, The Manhattan Transfer, Nat King Cole, Billie Holiday, Dinah Shore, Benny Goodman, Cleo Laine, Count Basie, Rosemary Clooney, Dr. John, The Modernaires, Bing Crosby, Marcus Roberts, Rod Stewart, Dianne Reeves, Kenny Burrell, et Arturo Sandoval.